# 2006
| [ Edytuj tabelę ]                                                | |
| Prezydent Polski                                                 | - 2005 Lech Kaczyński 2010 |
| Premier Polski                                                   | - 2005 Kazimierz Marcinkiewicz 2006 - 2006 Jarosław Kaczyński 2007                                                                                             |
| Prezydent Abchazji                                               | - 2005 Siergiej Bagapsz 2011 |
| Premier Abchazji                                                 | - 2005 Aleksandr Ankwab 2010 |
| Prezydent Afganistanu                                            | - 2001 Hamid Karzaj 2014 |
| Prezydent Albanii                                                | - 2002 Alfred Moisiu 2007 |
| Premier Albanii                                                  | - 2005 Sali Berisha 2013 |
| Prezydent Algierii                                               | - 1999 Abd al-Aziz Buteflika 2019 |
| Premier Algierii                                                 | - 2003 Ahmad Ujahja 2006 - 2006 Abdelaziz Belkhadem 2008 |
| Współksiążęta Andory                                             | - 2003 Joan Enric Vives Sicília 2025 - 1995 Jacques Chirac 2007                                                                                                |
| Premier Andory                                                   | - 2005 Albert Pintat Santolària 2009 |
| Prezydent Angoli                                                 | - 1979 José Eduardo dos Santos 2017 |
| Premier Angoli                                                   | - 2002 Fernando da Piedade Dias dos Santos 2008 |
| Premier Antigui i Barbudy                                        | - 2004 Baldwin Spencer 2014 |
| Król Arabii Saudyjskiej                                          | - 2005 Abd Allah ibn Abd al-Aziz Al Su’ud 2015 |
| Prezydent Argentyny                                              | - 2003 Néstor Kirchner 2007 |
| Prezydent Armenii                                                | - 1998 Robert Koczarian 2008 |
| Premier Armenii                                                  | - 2000 Andranik Markarian 2007 |
| Prezydent Autonomii Palestyńskiej                                | - 2005 Mahmud Abbas 2013 |
| Premier Australii                                                | - 1996 John Howard 2007 |
| Prezydent Austrii                                                | - 2004 Heinz Fischer 2016 |
| Kanclerz Austrii                                                 | - 2000 Wolfgang Schüssel 2007 |
| Prezydent Azerbejdżanu                                           | - 2003 İlham Əliyev |
| Premier Azerbejdżanu                                             | - 2003 Artur Rasizadə 2018 |
| Premier Bahamów                                                  | - 2002 Perry Christie 2007 |
| Król Bahrajnu                                                    | - 2002 Hamad ibn Isa Al Chalifa |
| Premier Bahrajnu                                                 | - 1970 Chalifa ibn Salman Al Chalifa 2020 |
| Prezydent Bangladeszu                                            | - 2002 Iajuddin Ahmed 2009 |
| Premier Bangladeszu                                              | - 2001 Chaleda Zia 2006 - 2006 Iajuddin Ahmed 2007 |
| Premier Barbadosu                                                | - 1994 Owen Arthur 2008 |
| Król Belgów                                                      | - 1993 Albert II 2013 |
| Premier Belgii                                                   | - 1999 Guy Verhofstadt 2008 |
| Premier Belize                                                   | - 1998 Said Musa 2008 |
| Prezydent Beninu                                                 | - 1996 Mathieu Kérékou 2006 - 2006 Yayi Boni 2016 |
| Król Bhutanu                                                     | - 1972 Jigme Singye Wangchuck 2006 - 2006 Jigme Khesar Namgyel Wangchuck                                                                                       |
| Premier Bhutanu                                                  | - 2005 Sangay Ngedup 2006 - 2006 Khandu Wangchuk 2007 |
| Prezydent Białorusi                                              | - 1994 Alaksandr Łukaszenka |
| Premier Białorusi                                                | - 2003 Siarhiej Sidorski 2010 |
| Prezydent Boliwii                                                | - 2005 Eduardo Rodríguez Veltzé 2006 - 2006 Evo Morales 2019                                                                                                   |
| Przewodniczący Prezydium Bośni i Hercegowiny                     | - 2005 Ivo Miro Jović 2006 - 2006 Sulejman Tihić 2006 - 2006 Nebojša Radmanović 2007                                                                           |
| Premier Bośni i Hercegowiny                                      | - 2002 Adnan Terzić 2007 |
| Prezydent Botswany                                               | - 1998 Festus Mogae 2008 |
| Prezydent Brazylii                                               | - 2003 Luiz Inácio Lula da Silva 2011 |
| Sułtan Brunei                                                    | - 1967 Hassanal Bolkiah |
| Prezydent Bułgarii                                               | - 2002 Georgi Pyrwanow 2012 |
| Premier Bułgarii                                                 | - 2005 Sergej Staniszew 2009 |
| Prezydent Burkiny Faso                                           | - 1987 Blaise Compaoré 2014 |
| Premier Burkiny Faso                                             | - 2000 Paramanga Ernest Yonli 2007 |
| Prezydent Burundi                                                | - 2005 Pierre Nkurunziza 2020 |
| Prezydent Chile                                                  | - 2000 Ricardo Lagos 2006 - 2006 Michelle Bachelet 2010 |
| Przewodniczący ChRL                                              | - 2003 Hu Jintao 2013 |
| Premier Chin                                                     | - 2003 Wen Jiabao 2013 |
| Prezydent Chorwacji                                              | - 2000 Stjepan Mesić 2010 |
| Premier Chorwacji                                                | - 2003 Ivo Sanader 2009 |
| Prezydent Cypru                                                  | - 2003 Tasos Papadopulos 2008 |
| Prezydent Cypru Północnego                                       | - 2005 Mehmet Ali Talat 2010 |
| Prezydent Czadu                                                  | - 1990 Idriss Déby 2021 |
| Premier Czadu                                                    | - 2005 Pascal Yoadimnadji 2007 |
| Prezydent Czarnogóry                                             | - 2006 Filip Vujanović 2018 |
| Premier Czarnogóry                                               | - 2006 Milo Đukanović 2006 - 2006 Željko Šturanović 2008 |
| Prezydent Czech                                                  | - 2003 Václav Klaus 2013 |
| Premier Czech                                                    | - 2005 Jiří Paroubek 2006 - 2006 Mirek Topolánek 2009 |
| Król Danii                                                       | - 1972 Małgorzata II 2024 |
| Premier Danii                                                    | - 2001 Anders Fogh Rasmussen 2009 |
| Prezydent DR Konga                                               | - 2001 Joseph Kabila 2019 |
| Premier DR Konga                                                 | - 2006 Antoine Gizenga 2008 |
| Dalajlama                                                        | - 1940 Tenzin Gjaco |
| Prezydent Dominikany                                             | - 2004 Leonel Fernández 2012 |
| Prezydent Dominiki                                               | - 2003 Nicholas Liverpool 2012 |
| Premier Dominiki                                                 | - 2004 Roosevelt Skerrit |
| Prezydent Dżibuti                                                | - 1999 Ismail Omar Guelleh |
| Premier Dżibuti                                                  | - 2001 Dileita Mohamed Dileita 2013 |
| Prezydent Egiptu                                                 | - 1981 Husni Mubarak 2011 |
| Premier Egiptu                                                   | - 2004 Ahmad Nazif 2011 |
| Prezydent Ekwadoru                                               | - 2005 Alfredo Palacio 2007 |
| Prezydent Erytrei                                                | - 1993 Isajas Afewerki |
| Prezydent Estonii                                                | - 2001 Arnold Rüütel 2006 - 2006 Toomas Hendrik Ilves 2016 |
| Premier Estonii                                                  | - 2005 Andrus Ansip 2014 |
| Prezydent Etiopii                                                | - 2001 Gyrma Uelde-Gijorgis 2013 |
| Premier Etiopii                                                  | - 1995 Meles Zenawi 2012 |
| Przew. Komisji Europejskiej                                      | - 2004 José Manuel Durão Barroso (Portugalia) 2014 |
| Prezydent Fidżi                                                  | - 2000 Josefa Iloilo 2006 - 2006 Frank Bainimarama (p.o.) 2007                                                                                                 |
| Premier Fidżi                                                    | - 2001 Laisenia Qarase 2006 - 2006 Jona Senilagakali 2007 |
| Prezydent Filipin                                                | - 2001 Gloria Macapagal-Arroyo 2010 |
| Prezydent Finlandii                                              | - 2000 Tarja Halonen 2012 |
| Premier Finlandii                                                | - 2003 Matti Vanhanen 2010 |
| Prezydent Francji                                                | - 1995 Jacques Chirac 2007 |
| Premier Francji                                                  | - 2005 Dominique de Villepin 2007 |
| Prezydent Gabonu                                                 | - 1967 Omar Bongo 2009 |
| Premier Gabonu                                                   | - 1999 Jean-François Ntoutoume Emane 2006 - 2006 Jean-Eyeghe Ndong 2009                                                                                        |
| Prezydent Gambii                                                 | - 1994 Yahya Jammeh 2017 |
| Prezydent Ghany                                                  | - 2001 John Kufuor 2009 |
| Prezydent Grecji                                                 | - 2005 Karolos Papulias 2015 |
| Premier Grecji                                                   | - 2004 Kostas Karamanlis 2009 |
| Premier Grenady                                                  | - 1995 Keith Mitchell 2008 |
| Prezydent Gruzji                                                 | - 2004 Micheil Saakaszwili 2007 |
| Premier Gruzji                                                   | - 2005 Zurab Nogaideli 2007 |
| Prezydent Gujany                                                 | - 1999 Bharrat Jagdeo 2011 |
| Premier Gujany                                                   | - 1999 Samuel Hinds 2015 |
| Prezydent Gwatemali                                              | - 2004 Óscar Berger Perdomo 2008 |
| Prezydent Gwinei                                                 | - 1984 Lansana Conté 2008 |
| Premier Gwinei                                                   | - 2004 Cellou Dalein Diallo 2006 |
| Prezydent Gwinei Bissau                                          | - 2005 João Bernardo Vieira 2009 |
| Premier Gwinei Bissau                                            | - 2005 Aristides Gomes 2007 |
| Prezydent Gwinei Równikowej                                      | - 1979 Teodoro Obiang Nguema Mbasogo |
| Premier Gwinei Równikowej                                        | - 2004 Miguel Abia Biteo Boricó 2006 - 2006 Ricardo Mangue Obama Nfubea 2008                                                                                   |
| Prezydent Haiti                                                  | - 2004 Boniface Alexandre (p.o.) 2006 - 2006 René Préval 2011                                                                                                  |
| Premier Haiti                                                    | - 2004 Gérard Latortue 2006 - 2006 Jacques-Édouard Alexis 2008                                                                                                 |
| Król Hiszpanii                                                   | - 1975 Jan Karol I 2014 |
| Premier Hiszpanii                                                | - 2004 José Luis Rodríguez Zapatero 2011 |
| Król Holandii                                                    | - 1980 Beatrycze 2013 |
| Premier Holandii                                                 | - 2002 Jan Peter Balkenende 2010 |
| Prezydent Hondurasu                                              | - 2002 Ricardo Maduro 2006 - 2006 José Manuel Zelaya Rosales 2009                                                                                              |
| Najwyższy przywódca Iranu                                        | - 1989 Ali Chamenei |
| Prezydent Iranu                                                  | - 2005 Mahmud Ahmadineżad 2013 |
| Prezydent Iraku                                                  | - 2005 Dżalal Talabani 2014 |
| Premier Iraku                                                    | - 2005 Ibrahim al-Dżafari 2006 - 2006 Nuri al-Maliki 2014 |
| Prezydent Indii                                                  | - 2002 A.P.J. Abdul Kalam 2007 |
| Premier Indii                                                    | - 2004 Manmohan Singh 2014 |
| Prezydent Indonezji                                              | - 2004 Susilo Bambang Yudhoyono 2014 |
| Prezydent Irlandii                                               | - 1997 Mary McAleese 2011 |
| Premier Irlandii                                                 | - 1997 Bertie Ahern 2008 |
| Prezydent Islandii                                               | - 1996 Ólafur Ragnar Grímsson 2016 |
| Premier Islandii                                                 | - 2004 Halldór Ásgrímsson 2006 - 2006 Geir Haarde 2009 |
| Prezydent Izraela                                                | - 2000 Mosze Kacaw 2007 |
| Premier Izraela                                                  | - 2001 Ariel Szaron 2006 - 2006 Ehud Olmert 2009 |
| Premier Jamajki                                                  | - 1992 Percival James Patterson 2006 - 2006 Portia Simpson-Miller 2007                                                                                         |
| Cesarz Japonii                                                   | - 1989 Akihito 2019 |
| Premier Japonii                                                  | - 2001 Jun’ichirō Koizumi 2006 - 2006 Shinzō Abe 2007 |
| Prezydent Jemenu                                                 | - 1990 Ali Abd Allah Salih 2012 |
| Król Jordanii                                                    | - 1999 Abd Allah II |
| Premier Jordanii                                                 | - 2005 Maruf al-Bachit 2007 |
| Król Kambodży                                                    | - 2004 Norodom Sihamoni |
| Premier Kambodży                                                 | - 1993 Hun Sen 2023 |
| Prezydent Kamerunu                                               | - 1982 Paul Biya |
| Premier Kamerunu                                                 | - 2004 Ephraïm Inoni 2009 |
| Premier Kanady                                                   | - 2003 Paul Martin 2006 - 2006 Stephen Harper 2015 |
| Prezydent Górskiego Karabachu                                    | - 1997 Arkadi Ghukasjan 2007 |
| Emir Kataru                                                      | - 1995 Hamad ibn Chalifa 2013 |
| Premier Kataru                                                   | - 1996 Abd Allah ibn Chalifa 2007 |
| Prezydent Kazachstanu                                            | - 1991 Nursułtan Nazarbajew 2019 |
| Premier Kazachstanu                                              | - 2003 Daniał Achmetow 2007 |
| Prezydent Kenii                                                  | - 2002 Mwai Kibaki 2013 |
| Prezydent Kirgistanu                                             | - 2005 Kurmanbek Bakijew 2010 |
| Premier Kirgistanu                                               | - 2005 Feliks Kułow 2007 |
| Prezydent Kolumbii                                               | - 2002 Álvaro Uribe Vélez 2010 |
| Prezydent Konga                                                  | - 1997 Denis Sassou-Nguesso |
| Premier Konga                                                    | - 2005 Isidore Mvouba 2009 |
| Patriarcha Konstantynopola                                       | - 1991 Bartłomiej I |
| Prezydent Korei Południowej                                      | - 2003 Roh Moo-hyun 2008 |
| Premier Korei Południowej                                        | - 2004 Lee Hae-chan 2006 - 2006 Han Duck-soo (p.o.) 2006 - 2006 Han Myung-sook 2007                                                                            |
| Prezydent KRLD                                                   | - 1998 Kim Il Sŏng („Wieczny Prezydent”) 2019 |
| Najwyższy Przywódca KRLD                                         | - 1994 Kim Dzong Il 2011 |
| Premier KRLD                                                     | - 2003 Pak Pong Ju 2007 |
| Prezydent Kostaryki                                              | - 2002 Abel Pacheco 2006 - 2006 Óscar Arias Sánchez 2010 |
| Przewodniczący Rady Państwa Kuby                                 | - 1976 Fidel Castro 2008 |
| Emir Kuwejtu                                                     | - 1977 Dżabir III 2006 - 2006 Sad 2006 - 2006 Sabah IV 2020 |
| Premier Kuwejtu                                                  | - 2003 Sabah al-Ahmad al-Dżabir as-Sabah 2006 - 2006 Nasir al-Muhammad al-Ahmad as-Sabah 2011                                                                  |
| Prezydent Laosu                                                  | - 1998 Khamtai Siphandon 2006 - 2006 Choummaly Sayasone 2016                                                                                                   |
| Król Lesotho                                                     | - 1996 Letsie III |
| Premier Lesotho                                                  | - 1998 Pakalitha Mosisili 2012 |
| Prezydent Libanu                                                 | - 1998 Émile Lahoud 2007 |
| Premier Libanu                                                   | - 2005 Fouad Siniora 2009 |
| Prezydent Liberii                                                | - 2003 Gyude Bryant (p.o.) 2006 - 2006 Ellen Johnson-Sirleaf 2018                                                                                              |
| Przywódca Libii                                                  | - 1969 Mu’ammar al-Kaddafi 2011 |
| Premier Libii                                                    | - 2003 Szukri Ghanim 2006 - 2006 Al-Baghdadi Ali al-Mahmudi 2011                                                                                               |
| Sekretarz generalny PKL Libii                                    | - 1992 Az-Zanati Imhammad az-Zanati 2008 |
| Książę Liechtensteinu                                            | - 1989 Jan Adam II |
| Premier Liechtensteinu                                           | - 2001 Otmar Hasler 2009 |
| Prezydent Litwy                                                  | - 2004 Valdas Adamkus 2009 |
| Premier Litwy                                                    | - 2001 Algirdas Brazauskas 2006 - 2006 Gediminas Kirkilas 2008                                                                                                 |
| Wielki książę Luksemburga                                        | - 2000 Henryk |
| Premier Luksemburga                                              | - 1995 Jean-Claude Juncker 2013 |
| Prezydent Łotwy                                                  | - 1999 Vaira Vīķe-Freiberga 2007 |
| Premier Łotwy                                                    | - 2004 Aigars Kalvītis 2007 |
| Prezydent Macedonii                                              | - 2004 Branko Crwenkowski 2009 |
| Premier Macedonii                                                | - 2004 Włado Buczkowski 2006 - 2006 Nikoła Gruewski 2016 |
| Prezydent Madagaskaru                                            | - 2002 Marc Ravalomanana 2009 |
| Premier Madagaskaru                                              | - 2002 Jacques Sylla 2007 |
| Prezydent Malawi                                                 | - 2004 Bingu wa Mutharika 2012 |
| Prezydent Malediwów                                              | - 1978 Maumun ̓Abdul Gajum 2008 |
| Król Malezji                                                     | - 2001 Tuanku Syed Sirajuddin 2006 - 2006 Tuanku Mizan Zainal Abidin 2011 - 2006 Tuanku Abdul Halim 2011                                                       |
| Premier Malezji                                                  | - 2003 Abdullah Ahmad Badawi 2009 |
| Prezydent Mali                                                   | - 2002 Amadou Toumani Touré 2012 |
| Premier Mali                                                     | - 2004 Ousmane Issoufi Maïga 2007 |
| Prezydent Malty                                                  | - 2004 Edward Fenech Adami 2009 |
| Premier Malty                                                    | - 2004 Lawrence Gonzi 2013 |
| Król Maroka                                                      | - 1999 Muhammad VI |
| Premier Maroka                                                   | - 2002 Driss Jettou 2007 |
| Prezydent Mauretanii                                             | - 2005 Ili uld Muhammad Fal 2007 |
| Premier Mauretanii                                               | - 2005 Sidi Muhammad uld Bubakar 2007 |
| Prezydent Mauritiusa                                             | - 2003 Anerood Jugnauth 2012 |
| Premier Mauritiusa                                               | - 2005 Navin Ramgoolam 2014 |
| Prezydent Meksyku                                                | - 2000 Vicente Fox 2006 - 2006 Felipe Calderón 2012 |
| Prezydent Mikronezji                                             | - 2003 Joseph Urusemal 2007 |
| Przewodniczący Państwowej Rady Pokoju i Rozwoju Mjanmy           | - 1997 Than Shwe 2011 |
| Premier Mjanmy                                                   | - 2004 Soe Win 2007 |
| Prezydent Mołdawii                                               | - 2001 Vladimir Voronin 2009 |
| Premier Mołdawii                                                 | - 2001 Vasile Tarlev 2008 |
| Książę Monako                                                    | - 2005 Albert II |
| Minister stanu Monako                                            | - 2005 Jean-Paul Proust 2010 |
| Prezydent Mongolii                                               | - 2005 Nambaryn Enchbajar 2009 |
| Premier Mongolii                                                 | - 2004 Cachiagijn Elbegdordż 2006 - 2006 Mijeegombyn Enchbold 2007                                                                                             |
| Prezydent Mozambiku                                              | - 2005 Armando Guebuza 2015 |
| Premier Mozambiku                                                | - 2004 Luisa Diogo 2010 |
| Prezydent Naddniestrza                                           | - 1991 Igor Smirnow 2011 |
| Prezydent Namibii                                                | - 2005 Hifikepunye Pohamba 2015 |
| Premier Namibii                                                  | - 2005 Nahas Angula 2012 |
| Sekretarz generalny NATO                                         | - 2004 Jaap de Hoop Scheffer (Holandia) 2009 |
| Prezydent Nauru                                                  | - 2004 Ludwig Scotty 2007 |
| Król Nepalu                                                      | - 2001 Gyanendra 2008 |
| Premier Nepalu                                                   | - 2005 urząd zniesiony 2006 - 2006 Girija Prasad Koirala 2008                                                                                                  |
| Prezydent Niemiec                                                | - 2004 Horst Köhler 2010 |
| Kanclerz Niemiec                                                 | - 2005 Angela Merkel 2021 |
| Prezydent Nigru                                                  | - 1999 Mamadou Tandja 2010 |
| Premier Nigru                                                    | - 2000 Hama Amadou 2007 |
| Prezydent Nigerii                                                | - 1999 Olusẹgun Ọbasanjọ 2007 |
| Prezydent Nikaragui                                              | - 2002 Enrique Bolaños 2007 |
| Król Norwegii                                                    | - 1991 Harald V |
| Premier Norwegii                                                 | - 2005 Jens Stoltenberg 2013 |
| Premier Nowej Zelandii                                           | - 1999 Helen Clark 2008 |
| Prezydent Osetii Południowej                                     | - 2001 Eduard Kokojty 2011 |
| Sułtan Omanu                                                     | - 1970 Kabus ibn Sa’id 2020 |
| Sekretarz generalny ONZ                                          | - 1997 Kofi Annan (Ghana) 2006 |
| Prezydent Pakistanu                                              | - 2001 Pervez Musharraf 2008 |
| Premier Pakistanu                                                | - 2004 Shaukat Aziz 2007 |
| Prezydent Palau                                                  | - 2001 Tommy Remengesau 2009 |
| Prezydent Panamy                                                 | - 2004 Martín Torrijos 2009 |
| Papież                                                           | - 2005 Benedykt XVI 2013 |
| Premier Papui-Nowej Gwinei                                       | - 2002 Michael Somare 2011 |
| Prezydent Paragwaju                                              | - 2003 Nicanor Duarte Frutos 2008 |
| Prezydent Peru                                                   | - 2001 Alejandro Toledo 2006 - 2006 Alan García Pérez 2011 |
| Premier Peru                                                     | - 2005 Pedro Pablo Kuczynski 2006 - 2006 Jorge del Castillo 2008                                                                                               |
| Prezydent Południowej Afryki                                     | - 1999 Thabo Mbeki 2008 |
| Prezydent Portugalii                                             | - 1996 Jorge Sampaio 2006 - 2006 Aníbal Cavaco Silva 2016 |
| Premier Portugalii                                               | - 2005 José Sócrates 2011 |
| Sekretarz generalny Rady Europy                                  | - 2004 Terry Davis (Wielka Brytania) 2009 |
| Prezydent Republiki Środkowoafrykańskiej                         | - 2003 François Bozizé 2013 |
| Premier Republiki Środkowoafrykańskiej                           | - 2005 Élie Doté 2008 |
| Prezydent Republiki Zielonego Przylądka                          | - 2001 Pedro Pires 2011 |
| Premier Republiki Zielonego Przylądka                            | - 2001 José Maria Neves 2016 |
| Prezydent Rosji                                                  | - 1999 Władimir Putin 2008 |
| Premier Rosji                                                    | - 2004 Michaił Fradkow 2007 |
| Prezydent Rumunii                                                | - 2004 Traian Băsescu 2007 |
| Premier Rumunii                                                  | - 2004 Călin Popescu-Tăriceanu 2008 |
| Prezydent Rwandy                                                 | - 2000 Paul Kagame |
| Premier Rwandy                                                   | - 2000 Bernard Makuza 2011 |
| Premier Saint Kitts i Nevis                                      | - 1995 Denzil Douglas 2015 |
| Premier Saint Lucia                                              | - 1997 Kenny Anthony 2006 - 2006 John Compton 2007 |
| Premier Saint Vincent i Grenadyn                                 | - 2001 Ralph Gonsalves |
| Prezydent Salwadoru                                              | - 2004 Antonio Saca 2009 |
| O le Ao o le Malo Samoa                                          | - 1962 Malietoa Tanumafili II 2007 |
| Premier Samoa                                                    | - 1998 Tuilaʻepa Sailele Malielegaoi 2021 |
| Kapitanowie Regenci San Marino                                   | - 2005 Claudio Muccioli Antonello Bacciocchi 2006 - 2006 Gian Franco Terenzi Loris Francini 2006 - 2006 Antonio Carattoni Roberto Giorgetti 2007               |
| Sekretarz Stanu do spraw Politycznych i Zagranicznych San Marino | - 2003 Fabio Berardi 2006 - 2006 Fiorenzo Stolfi 2008 |
| Prezydent Senegalu                                               | - 2000 Abdoulaye Wade 2012 |
| Premier Senegalu                                                 | - 2004 Macky Sall 2007 |
| Prezydent Serbii i Czarnogóry                                    | - 2003 Svetozar Marović 2006 |
| Prezydent Serbii                                                 | - 2006 Boris Tadić 2012 |
| Premier Serbii                                                   | - 2006 Vojislav Koštunica 2008 |
| Prezydent Seszeli                                                | - 2004 James Michel 2016 |
| Prezydent Sierra Leone                                           | - 1998 Ahmad Tejan Kabbah 2007 |
| Prezydent Singapuru                                              | - 1999 S.R. Nathan 2011 |
| Premier Singapuru                                                | - 2004 Lee Hsien Loong 2024 |
| Prezydent Słowacji                                               | - 2004 Ivan Gašparovič 2014 |
| Premier Słowacji                                                 | - 1998 Mikuláš Dzurinda 2006 - 2006 Robert Fico 2010 |
| Prezydent Słowenii                                               | - 2002 Janez Drnovšek 2007 |
| Premier Słowenii                                                 | - 2004 Janez Janša 2008 |
| Prezydent Somalii                                                | - 2004 Abdullahi Jusuf 2008 |
| Premier Somalii                                                  | - 2004 Ali Mohammed Ghedi 2007 |
| Prezydent Sri Lanki                                              | - 2005 Mahinda Rajapaksa 2015 |
| Premier Sri Lanki                                                | - 2005 Ratnasiri Wickremanayake 2010 |
| Król Suazi                                                       | - 1986 Ntombi (współpanująca) 2018 - 1986 Mswati III 2018 |
| Premier Suazi                                                    | - 2003 Absalom Themba Dlamini 2008 |
| Prezydent Sudanu                                                 | - 1989 Umar al-Baszir 2019 |
| Prezydent Surinamu                                               | - 2000 Ronald Venetiaan 2010 |
| Prezydent Syrii                                                  | - 2000 Baszszar al-Asad 2024 |
| Premier Syrii                                                    | - 2003 Muhammad Nadżi al-Utri 2011 |
| Prezydent Szwajcarii                                             | - 2006 Moritz Leuenberger 2006 |
| Król Szwecji                                                     | - 1973 Karol XVI Gustaw |
| Premier Szwecji                                                  | - 1996 Göran Persson 2006 - 2006 Fredrik Reinfeldt 2014 |
| Prezydent Tadżykistanu                                           | - 1994 Emomali Rahmon |
| Premier Tadżykistanu                                             | - 1999 Okil Okilow 2013 |
| Król Tajlandii                                                   | - 1946 Bhumibol Adulyadej 2016 |
| Premier Tajlandii                                                | - 2001 Thaksin Shinawatra 2006 - 2006 Chidchai Vanasatidya 2006 - 2006 Thaksin Shinawatra 2006 - 2006 Sonthi Boonyaratkalin 2006 - 2006 Surayud Chulanont 2008 |
| Prezydent Tajwanu                                                | - 2000 Chen Shui-bian 2008 |
| Prezydent Tanzanii                                               | - 2005 Jakaya Kikwete 2015 |
| Premier Tanzanii                                                 | - 2005 Edward Lowassa 2008 |
| Prezydent Timoru Wschodniego                                     | - 2002 Xanana Gusmão 2007 |
| Premier Timoru Wschodniego                                       | - 2002 Mari Alkatiri 2006 - 2006 José Ramos-Horta 2007 |
| Prezydent Togo                                                   | - 2005 Faure Gnassingbé 2025 |
| Premier Togo                                                     | - 2005 Edem Kodjo 2006 - 2006 Yawovi Agboyibo 2007 |
| Król Tonga                                                       | - 1965 Taufaʻahau Tupou IV 2006 - 2006 Jerzy Tupou V 2012 |
| Premier Tonga                                                    | - 2000 Lavaka Ata ʻUlukalala 2006 - 2006 Feleti Sevele 2010 |
| Prezydent Trynidadu i Tobago                                     | - 2003 George Maxwell Richards 2013 |
| Premier Trynidadu i Tobago                                       | - 2001 Patrick Manning 2010 |
| Prezydent Tunezji                                                | - 1987 Zajn al-Abidin ibn Ali 2011 |
| Premier Tunezji                                                  | - 1999 Muhammad al-Ghannuszi 2011 |
| Prezydent Turcji                                                 | - 2000 Ahmet Necdet Sezer 2007 |
| Premier Turcji                                                   | - 2003 Recep Tayyip Erdoğan 2014 |
| Prezydent Turkmenistanu                                          | - 1991 Saparmyrat Nyýazow 2006 - 2006 Öwezgeldi Ataýew (p.o.) 2006 - 2006 Gurbanguly Berdimuhamedow 2022                                                       |
| Prezydent Ugandy                                                 | - 1986 Yoweri Museveni |
| Premier Ugandy                                                   | - 1999 Apolo Nsibambi 2011 |
| Prezydent Ukrainy                                                | - 2005 Wiktor Juszczenko 2010 |
| Premier Ukrainy                                                  | - 2005 Jurij Jechanurow 2006 - 2006 Wiktor Janukowycz 2007 |
| Prezydent Urugwaju                                               | - 2005 Tabaré Vázquez 2010 |
| Prezydent USA                                                    | - 2001 George W. Bush 2009 |
| Prezydent Uzbekistanu                                            | - 1991 Islom Karimov 2016 |
| Premier Uzbekistanu                                              | - 2003 Shavkat Mirziyoyev 2016 |
| Prezydent Vanuatu                                                | - 2004 Kalkot Mataskelekele 2009 |
| Premier Vanuatu                                                  | - 2004 Ham Lini 2008 |
| Prezydent Wenezueli                                              | - 1999 Hugo Chávez 2013 |
| Prezydent Węgier                                                 | - 2005 László Sólyom 2010 |
| Premier Węgier                                                   | - 2004 Ferenc Gyurcsány 2009 |
| Monarcha Wielkiej Brytanii                                       | - 1952 Elżbieta II 2022 |
| Premier Wielkiej Brytanii                                        | - 1997 Tony Blair 2007 |
| Prezydent Wietnamu                                               | - 1997 Trần Đức Lương 2006 - 2006 Nguyễn Minh Triết 2011 |
| Premier Wietnamu                                                 | - 1997 Phan Văn Khải 2006 - 2006 Nguyễn Tấn Dũng 2016 |
| Prezydent Włoch                                                  | - 1999 Carlo Azeglio Ciampi 2006 - 2006 Giorgio Napolitano 2015                                                                                                |
| Premier Włoch                                                    | - 2001 Silvio Berlusconi 2006 - 2006 Romano Prodi 2008 |
| Prezydent WKS                                                    | - 2000 Laurent Gbagbo 2011 |
| Premier WKS                                                      | - 2005 Charles Konan Banny 2007 |
| Prezydent Wysp Marshalla                                         | - 2000 Kessai Note 2008 |
| Prezydent Wysp Świętego Tomasza i Książęcej                      | - 2003 Fradique de Menezes 2011 |
| Prezydent Zambii                                                 | - 2002 Levy Mwanawasa 2008 |
| Prezydent Zimbabwe                                               | - 1987 Robert Mugabe 2017 |
| Prezydent ZEA                                                    | - 2004 Chalifa ibn Zajid Al Nahajjan 2022 |
| Premier ZEA                                                      | - 1990 Maktum ibn Raszid al-Maktum 2006 - 2006 Muhammad ibn Raszid al-Maktum                                                                                   |

Rok 2006 / MMVI
stulecia: XX wiek ~
XXI wiek ~
XXII wiek

dziesięciolecia:
1970–1979 •
1980–1989 •
1990–1999 •
2000–2009
• 2010–2019
• 2020–2029

lata: 1996 «
2001 «
2002 «
2003 «
2004 «
2005 «
2006
» 2007
» 2008
» 2009
» 2010
» 2011
» 2016

## Rok 2006 ogłoszono

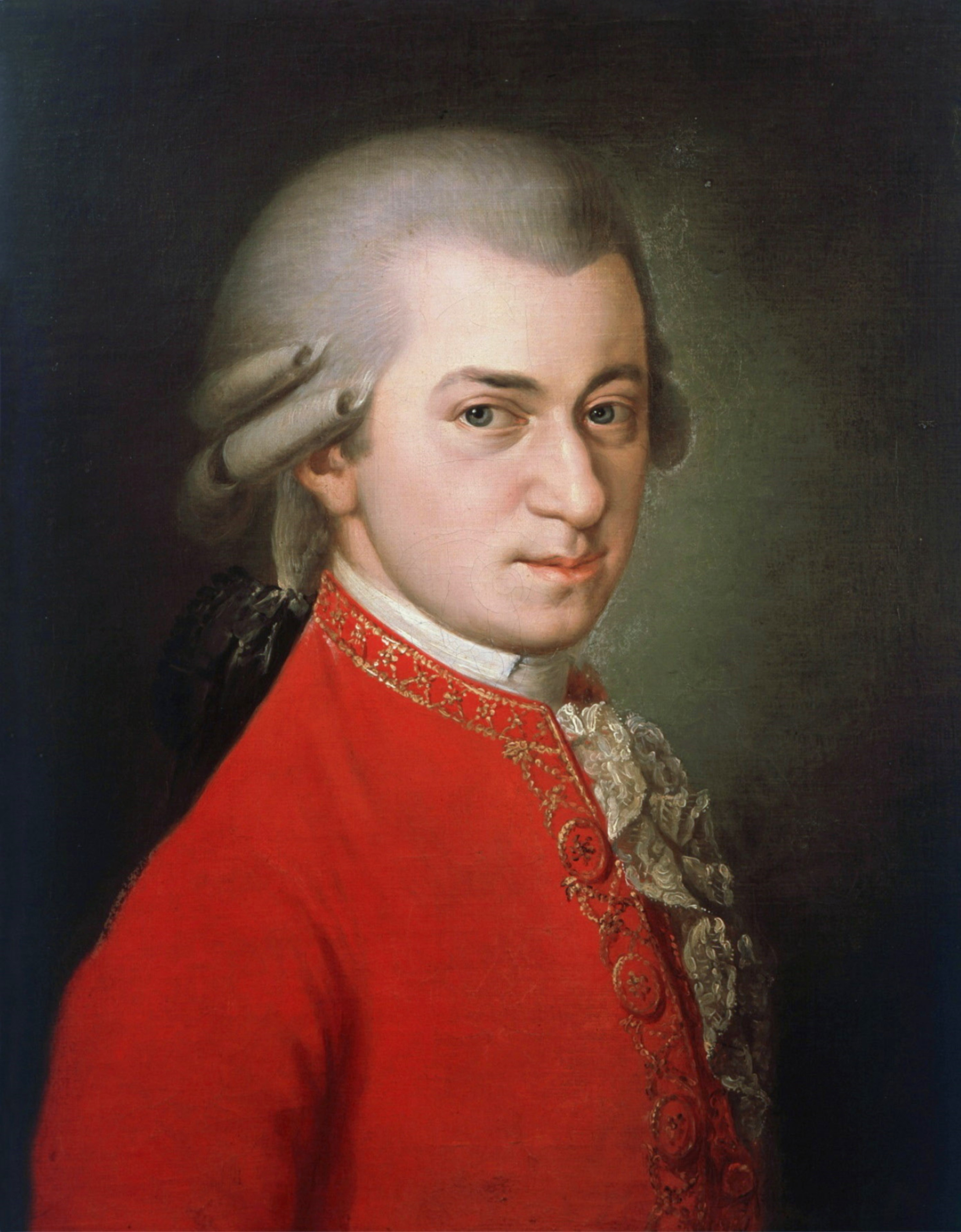
Wolfgang Amadeus Mozart

- Światowym Rokiem Mozartowskim (Austria)
- Rokiem Języka Polskiego (Senat RP)
- Rokiem Jana Łaskiego (Sejm RP)
- Rokiem Jerzego Giedroycia (Sejm RP)
- Rokiem Krzysztofa Kieślowskiego (Polski Instytut Sztuki Filmowej)
- Rokiem Rembrandta (Holandia)
- Międzynarodowym Rokiem Planety Ziemia (Międzynarodowa Unia Nauk Geologicznych przy wsparciu UNESCO)
- Międzynarodowym Rokiem Pustyni i Pustynnienia (ONZ)
- Europejskim Rokiem Mobilności Pracowników (UE)
- Rokiem Degenerata (D-Generation X)

## Wydarzenia w Polsce
Wydarzenia szczegółowo: I | II | III | IV | V | VI | VII | VIII | IX | X | XI | XII

### Styczeń
- 1 stycznia:
  - Grzegorz Pojmański z Uniwersytetu Warszawskiego odkrył kometę C/2006 A1 Pojmański.
  - Zakliczyn odzyskał prawa miejskie[1].
  - Rzgów uzyskał prawa miejskie.
- 7 stycznia – Zyta Gilowska została powołana na urzędy wicepremiera i ministra finansów w rządzie Kazimierza Marcinkiewicza.
- 8 stycznia – odbył się XIV finał Wielkiej Orkiestry Świątecznej Pomocy.
- 9 stycznia – powstał Górnośląski Związek Metropolitalny.
- 11 stycznia – początek kryzysu sejmowego wokół uchwalenia ustawy budżetowej na rok 2006.
- 28 stycznia – katastrofa budowlana na Śląsku – zawalił się dach hali Międzynarodowych Targów Katowickich. Śmierć poniosło 65 osób, a ponad 170 zostało rannych.

### Luty
- 2 lutego – przedstawiciele Prawa i Sprawiedliwości, Samoobrony i Ligi Polskich Rodzin podpisali tzw. pakt stabilizacyjny na okres jednego roku (przetrwał tydzień). Podpisanie paktu było transmitowane na żywo wyłącznie przez Telewizję Trwam. W proteście pozostałe media odmówiły uczestnictwa w ponownym podpisaniu paktu, które później dla nich zainscenizowano.
- 9 lutego – rozpoczęto wypłaty jednorazowych zapomóg z tytułu urodzenia się dziecka (tzw. becikowego).
- 10 lutego – premiera filmu Ja wam pokażę!
- 11 lutego – w Toruniu odsłonięto Pomnik Kargula i Pawlaka.
- 15 lutego – Janusz Kochanowski został rzecznikiem praw obywatelskich.
- 16 lutego - Studenci z Wyższej Szkoły Informatyki i Zarządzania w Rzeszowie jako pierwsi w Polsce otrzymali elektroniczne legitymacje studenckie.
- 27 lutego – generał Franciszek Gągor został szefem Sztabu Generalnego Wojska Polskiego.

### Marzec
- 2 marca – ukazał się pierwszy numer polskiej edycji miesięcznika „Le Monde diplomatique”.
- 5 marca:
  - w Toruniu wykryto wirusa ptasiej grypy H5N1 u łabędzia. Pierwszy przypadek w Polsce i pierwszy w Europie w dużym mieście.
  - premiera serialu Ranczo.
- 7 marca – oddano do użytku warszawski wieżowiec Rondo 1.
- 8 marca – rozpoczęło działalność radio internetowe Open.fm (dawniej Gadu Radio).
- 15 marca – działalność rozpoczęła Prokuratoria Generalna Skarbu Państwa.
- 24 marca:
  - metropolita krakowski, arcybiskup Stanisław Dziwisz, został mianowany kardynałem przez papieża Benedykta XVI.
  - posłanka Ligi Polskich Rodzin Ewa Sowińska została wybrana przez Sejm na urząd Rzecznika Praw Dziecka.
- 29 marca – 100-lecie nadania praw miejskich miastu Puławy.

### Kwiecień
- 6 kwietnia:
  - odrzucono wniosek PiS o samorozwiązanie Sejmu.
  - utworzono Krakowski Szlak Techniki.
- 18 kwietnia – ukazał się pierwszy numer gazety ogólnopolskiej „Dziennik Polska-Europa-Świat” (ostatni ukazał się 12 września 2009).
- 21 kwietnia – premiera filmu Wszyscy jesteśmy Chrystusami.
- 23 kwietnia – główne obchody 650-lecia kościoła farnego w Płocku.
- 28 kwietnia – minister spraw zagranicznych Stefan Meller podał się do dymisji.

### Maj
- 1 maja – wprowadzenie nowego wzoru tablic rejestracyjnych. Jedyną zmianą jest dodanie eurobandu – symbolu Unii Europejskiej.
- 2 maja:
  - powołano Muzeum Historii Polski w Warszawie.
  - odbył się koncert The Prodigy w katowickim Spodku, grupa powróciła do Polski po 8 latach.
- 5 maja:
  - powstała koalicja PiS-Samoobrona-LPR.
  - Andrzej Lepper i Roman Giertych zostali powołani na urzędy wicepremiera i ministra (odpowiednio rolnictwa i edukacji) w rządzie Kazimierza Marcinkiewicza.
  - premiera filmu Jasminum.
- 9 maja – Anna Fotyga została szefową MSZ.
- 10 maja – wmurowano kamień węgielny pod budowę Sea Towers w Gdyni.
- 11 maja – Bronisław Wildstein został prezesem TVP.
- 12 maja – Sejm RP przyjął ustawę o Centralnym Biurze Antykorupcyjnym.
- 15 maja – selekcjoner Paweł Janas ogłosił skład kadry polskiej na mundial 2006.
- 17 maja – w Łodzi, po 154 latach od pierwotnego otwarcia kombinatu Poznańskiego, uruchomiono Centrum Manufaktura.
- 20 maja – minister sprawiedliwości Zbigniew Ziobro upublicznił akta związane ze śledztwem w sprawie „moskiewskiej pożyczki”.
- 22 maja – spłonął dach kościoła św. Katarzyny w Gdańsku; zabytki i wieżę kościoła uratowano.
- 25–28 maja – I pielgrzymka do Polski papieża Benedykta XVI:
  - 26 maja – papież Benedykt XVI w ramach swojej pielgrzymki odprawił mszę na Placu marsz. J. Piłsudskiego w Warszawie oraz dokonał koronacji obrazu Matki Bożej Trybunalskiej.
  - 27 maja – papież Benedykt XVI w ramach swojej pielgrzymki odwiedził Wadowice (zwiedził dom rodzinny Jana Pawła II, a także spotkał się z mieszkańcami miasta), Kalwarię Zebrzydowską, Sanktuarium Bożego Miłosierdzia, Katedrę na Wawelu oraz Błonia krakowskie, gdzie spotkał się z młodzieżą.
  - 28 maja – papież Benedykt XVI w ramach swojej pielgrzymki odprawił mszę na krakowskich Błoniach oraz złożył wizytę w byłym obozie koncentracyjnym Auschwitz-Birkenau. Tego dnia zakończyła się pielgrzymka papieża Benedykta XVI do Polski.
- 28 maja:
  - wybuchł pożar w zabytkowych koszarach w Kaliszu.
  - pod Miliczem doszło do groźnego wypadku samochodu z muzykami zespołu Varius Manx.
- 31 maja – otwarto Europejskie Regionalne Centrum Ekohydrologii w Łodzi.

### Czerwiec
- 2 czerwca – w zakładach w Ursusie zjechał z linii montażowej półtoramilionowy ciągnik rolniczy.
- 9 czerwca – Sejm RP przyjął ustawy powołujące Centralne Biuro Antykorupcyjne i Służbę Kontrwywiadu Wojskowego.
- 15 czerwca – w Warszawie wystąpił zespół Guns N’ Roses. Axl Rose podczas piosenki „Patience” założył na siebie polską flagę rzuconą mu przez jednego z fanów.
- 18 czerwca – koronacja obrazu Matki Boskiej Ursynowskiej Wytrwale Szukającej przez prymasa Józefa Glempa w ramach uwieńczenia posługi w archidiecezji warszawskiej.
- 23 czerwca:
  - zapowiedź dymisji wicepremier Zyty Gilowskiej w związku z jej oświadczeniem lustracyjnym. Odwołana 24 czerwca.
  - premiera filmu animowanego Kajko i Kokosz.
- 26 czerwca – niemiecka lewicowa gazeta „Die Tageszeitung” opublikowała artykuł Młody polski kartofel. Dranie, które chcą rządzić światem, ukazujący w satyryczny sposób prezydenta Lecha Kaczyńskiego i jego brata Jarosława.
- 28 czerwca:
  - obchody 50. rocznicy Poznańskiego Czerwca 56 z udziałem prezydentów Polski, Węgier, Słowacji, Czech i Niemiec.
  - w Gdańsku otwarto Muzeum Bursztynu.

### Lipiec
- 7 lipca – zapowiedź dymisji rządu Marcinkiewicza, dymisja przyjęta przez prezydenta 10 lipca.
- 10 lipca – Jarosław Kaczyński został premierem.
- 13 lipca – wrocławska Hala Ludowa została wpisana na Listę Światowego Dziedzictwa Kulturowego.
- 14 lipca – zaprzysiężenie rządu Jarosława Kaczyńskiego. Wotum zaufania uzyskał 19 lipca[2].
- 17 lipca – Grupa Casino sprzedała 142 sklepy Leader Price sieci Tesco.
- 25 lipca – powstała Agencja Informacji TVP.
- 26 lipca – otworzono 103 km odcinek Autostrady A-2 Konin – Stryków (pod Łodzią).
- 27 lipca – katastrofa górnicza w kopalni KWK Pokój w Rudzie Śląskiej. Zginęło 4 górników.

### Sierpień
- 4–6 sierpnia – kongres międzynarodowy Świadków Jehowy Wyzwolenie jest blisko! w Chorzowie i Poznaniu.
- 19 sierpnia – 24-letnia Marzena Cieślik z Wolina zdobyła tytuł Miss Polonia.
- 24 sierpnia – 8 osób zginęło, a 1 została ranna w zderzeniu cysterny z mlekiem z litewskim busem w miejscowości Szczebra koło Augustowa.
- 26 sierpnia:
  - powołano Radę Języka Kaszubskiego.
  - w Gdańsku odbył się koncert Davida Gilmoura.
- 28 sierpnia – MSWiA rozpoczęło wydawanie paszportów biometrycznych.

### Wrzesień
- 3 września – na antenie TVP1 pojawił się przed kilkumiesięczną przerwą program Śmiechu warte z przerwą do kwietnia 2007 z powodu małej oglądalności.
- 8 września:
  - Sejm uchwalił ustawę o zmianie Konstytucji, dopuszczającą ekstradycję obywatela polskiego.
  - premiera filmu Plac Zbawiciela.
- 13 września – doszczętnie spłonęła zabytkowa cerkiew w Komańczy.
- 15 września – premiera filmu Samotność w sieci.
- 19 września – powstała Komisja Nadzoru Finansowego.
- 22 września:
  - wicepremier i minister rolnictwa Andrzej Lepper zostaje zdymisjonowany. Samoobrona opuściła koalicję. Rząd Jarosława Kaczyńskiego stracił tym samym stabilne poparcie w parlamencie.
  - Zyta Gilowska została powołana na urzędy wiceprezesa rady ministrów i ministra finansów w rządzie Jarosława Kaczyńskiego.
- 26 września – wybuchła tzw. afera taśmowa, po ujawnieniu w telewizji TVN nagrań z udziałem Renaty Beger i ministrów z Kancelarii Premiera Adama Lipińskiego i Wojciecha Mojzesowicza, które ukazały rozmowy na temat opuszczenia przez posłankę Samoobrony, jej macierzystego klubu.
- 30 września:
  - zostały zlikwidowane Wojskowe Służby Informacyjne.
  - w Warszawie odbyła się gala finałowa Miss World 2006 w Sali Kongresowej.

### Październik
- 1 października – powstała Służba Kontrwywiadu Wojskowego.
- 2 października – rozpoczęła nadawanie programu telewizja informacyjno-rozrywkowa Superstacja.
- 5 października – Siedlce: w miejscowym szpitalu doszło do nagłego pogorszenia się stanu zdrowia u 2 pacjentek po podaniu im zastrzyków z Corhydronem, co wywołało w kraju tzw. aferę Corhydronu.
- 6 października:
  - w Katowicach otwarto Centrum Sztuki Filmowej z Filmoteką Silesianów.
  - w Bydgoszczy utworzono Inspektorat Wsparcia Sił Zbrojnych. Pierwszym dowódcą został gen. dyw. Zbigniew Głowienka.
- 12 października – ruszyła platforma cyfrowa HDTV Grupy ITI n.
- 13 października – premiera filmu Karol. Papież, który pozostał człowiekiem.
- 15 października – odbył się ostatni seans filmowy w warszawskim kinie Relax.
- 16 października:
  - zawarcie ponownej (drugiej) umowy koalicyjnej trzech partii: PiS-u, Samoobrony i LPR-u.
  - Andrzej Lepper ponownie mianowany wicepremierem oraz ministrem rolnictwa i rozwoju wsi.
  - otwarto nowo wybudowany peron na stacji kolejowej Włoszczowa Północ.

### Listopad
- 4 listopada – prezydent RP Lech Kaczyński powołał Jerzego Stępnia na prezesa Trybunału Konstytucyjnego. Urząd objął z dniem 6 listopada 2006.
- 6 listopada – w polskim prawie karnym zaczął obowiązywać europejski nakaz aresztowania.
- 7 listopada – weszła w życie zmiana Konstytucji RP dotycząca europejskiego nakazu aresztowania.
- 8 listopada – WIG20 po raz pierwszy w historii Giełdy Papierów Wartościowych w Warszawie przekroczył granicę 50 000 pkt.
- 9 listopada – do Polski przyleciały pierwsze samoloty F-16 dla armii. W poznańskich Krzesinach ochrzciła je żona prezydenta RP, Maria Kaczyńska.
- 10 listopada:
  - odsłonięto pomnik Romana Dmowskiego w Warszawie.
  - weszła w życie ustawa ustanawiająca Order Krzyża Wojskowego.
- 11 listopada – powstanie polskiego serwisu społecznościowego Nasza Klasa (później Nk.pl), który istniał przez 14 lat, 8 miesięcy i 16 dni, a w szczytowym momencie swojej działalności liczył 14 mln aktywnych użytkowników.
- 12 listopada – odbyły się wybory samorządowe, wybrano radnych gmin, powiatów i województw; odbyła się również pierwsza tura wyborów wójtów, burmistrzów i prezydentów miast.
- 17 listopada – katastrofa kolejowa na przejeździe w Gołaszynie (woj. wielkopolskie), w której zginęły 4 osoby a 1 została ranna.
- 18 listopada – powstała pierwsza sportowa telewizja Telewizji Polskiej – TVP Sport.
- 21 listopada – w wyniku wybuchu metanu w kopalni Halemba w Rudzie Śląskiej zginęło 23 górników.
- 22 listopada – dotychczasowa Akademia Techniczno-Rolnicza została przekształcona w Uniwersytet Technologiczno-Przyrodniczy im. Jana i Jędrzeja Śniadeckich w Bydgoszczy.
- 23–25 listopada – żałoba narodowa ogłoszona przez prezydenta Lecha Kaczyńskiego w związku z katastrofą górniczą w Rudzie Śląskiej.
- 26 listopada – druga tura wyborów wójtów, burmistrzów i prezydentów miast. Zwycięstwo Hanny Gronkiewicz Waltz w wyborach prezydenta Warszawy.

### Grudzień
- 2 grudnia:
  - Hanna Gronkiewicz-Waltz została zaprzysiężona na prezydenta miasta stołecznego Warszawy.
  - w Warszawie 19. ceremonia rozdania Europejskich Nagród Filmowych
- 4 grudnia – publikacja artykułu w „Gazecie Wyborczej” dała początek tzw. seksaferze.
- 6 grudnia – dotychczasowy biskup płocki Stanisław Wielgus został mianowany przez Benedykta XVI metropolitą warszawskim.
- 9 grudnia – w Katowicach oddano do użytku tunel pod Rondem Jerzego Ziętka.
- 13 i 16 grudnia – obchody 25. rocznicy wprowadzenia stanu wojennego w Polsce i pacyfikacji w KWK Wujek w Katowicach.
- 15 grudnia – sfinalizowano zakup litewskiej rafinerii Możejki przez PKN Orlen.
- 18 grudnia – została podpisana umowa o kupnie PZL Mielec przez Sikorsky Aircraft.
- 19 grudnia – „Gazeta Polska” ujawniła, że w świetle dokumentów IPN-u arcybiskup Stanisław Wielgus był tajnym współpracownikiem Służby Bezpieczeństwa.
- 28 grudnia – rozformowano 9 Flotyllę Obrony Wybrzeża w Helu.
- 29 grudnia – w Warszawie otworzono kolejną stację metra – Marymont.

## Wydarzenia na świecie
- 1 stycznia – Austria objęła prezydencję w Radzie Unii Europejskiej.
- 2 stycznia – w bawarskim kurorcie Bad Reichenhall pod ciężarem śniegu zawalił się dach lodowiska; zginęło 15 osób, w tym 12 dzieci, a 34 osoby zostały ranne.
- 4 stycznia – premier Izraela Ariel Szaron doznał ciężkiego udaru mózgu, po którym zapadł w śpiączkę. Jego obowiązki przejął wicepremier Ehud Olmert.
- 5 stycznia – w samobójczych zamachach bombowych w Karbali i Ramadi w Iraku zginęło około 50 i 80 osób. W kilku innych atakach zginęło 11 żołnierzy amerykańskich.
- 6 stycznia – przyjęto nowy Hymn Kazachstanu.
- 7 stycznia:
  - 12 osób zginęło w katastrofie amerykańskiego śmigłowca UH-60 Black Hawk pod Tall Afar w Iraku.
  - 13 marynarzy zginęło w samobójczym zamachu bombowym Tamilskich Tygrysów na łódź patrolową koło portu Trincomalee na Sri Lance.
- 10 stycznia – Airbus A380 w ramach wysokościowych testów silników wykonał pierwszy lot transatlantycki.
- 12 stycznia:
  - niedoszły zabójca Jana Pawła II Mehmet Ali Ağca opuścił tureckie więzienie, jednak 20 stycznia 2006 Najwyższy Sąd Turecki orzekł, że czas spędzony we włoskim więzieniu nie może być odjęty od wyroku sądu tureckiego i Ağca wrócił do więzienia.
  - 362 pielgrzymów zostało zadeptanych, a 250 rannych po wybuchu paniki w meczecie w Mekce, podczas obrzędu ukamienowania szatana.
- 13 stycznia:
  - 18 cywilów zginęło w amerykańskim nalocie na pakistańską wieś Damadola, którego celem miał być numer 2 Al-Ka’idy Ajman az-Zawahiri.
  - Drøbak w Norwegii odzyskał prawa miejskie.
- 15 stycznia:
  - na Ziemi bezpiecznie wylądowała kapsuła sondy Stardust z próbkami materii komety Wild 2.
  - Michelle Bachelet została wybrana prezydentem Chile.
  - szejk Sad al-Abd Allah as-Salim as-Sabah został emirem Kuwejtu.
- 16 stycznia – liberyjska ekonomistka Ellen Johnson-Sirleaf (późniejsza laureatka Pokojowej Nagrody Nobla), jako pierwsza na kontynencie afrykańskim kobieta wybrana demokratycznie na głowę państwa, objęła urząd prezydenta Liberii.
- 17 stycznia – w więzieniu stanowym San Quentin w Kalifornii stracono najstarszego więźnia od dziesiątek lat. 76-letni Clarence Ray Allen, który poważnie chorował w więzieniu, został uśmiercony za pomocą zastrzyku trucizny.
- 19 stycznia:
  - katastrofa lotnicza słowackiego samolotu wojskowego. Zginęły 42 osoby.
  - start amerykańskiej sondy New Horizons, mającej na celu zbadanie Plutona, jego księżyców oraz Pasa Kuipera.
- 21 stycznia – austriacka policja odzyskała wartą 50 mln euro złotą solniczkę Salierę, skradzioną w maju 2003 roku z muzeum w Wiedniu.
- 22 stycznia:
  - Aníbal Cavaco Silva wygrał w pierwszej turze wybory prezydenckie w Portugalii.
  - Evo Morales został prezydentem Boliwii.
- 23 stycznia:
  - Konserwatywna Partia Kanady Stephena Harpera wygrała wybory parlamentarne.
  - w katastrofie kolejowej w Bioče w Czarnogórze zginęły 44 osoby, a około 200 zostało rannych.
- 24 stycznia – szejk Sabah al-Ahmad al-Dżabir as-Sabah został desygnowany na emira Kuwejtu.
- 25 stycznia:
  - papież Benedykt XVI wydał swą pierwszą encyklikę – Deus caritas est (Bóg jest Miłością).
  - Su Tseng-chang został premierem Tajwanu.
  - wybory parlamentarne w Autonomii Palestyńskiej wygrał Hamas zdobywając 76 na 132 mandaty.
  - w mieście Meksyk została aresztowana seryjna morderczyni staruszek Juana Barraza Samperio.
- 29 stycznia:
  - Tarja Halonen wygrała po raz drugi wybory prezydenckie w Finlandii.
  - Sabah al-Ahmad al-Dżabir as-Sabah został zaprzysiężony na emira Kuwejtu.
- 2/3 lutego – w nocy, na Morzu Czerwonym zatonął egipski prom Al-Salam Boccaccio 98; zginęły 994 osoby, uratowano 378.
- 3 lutego:
  - robak komputerowy Kamasutra (zwany również Nyxem.E) uaktywnił procedurę destrukcyjną.
  - wojska Czadu zabiły w bitwie w przygranicznym czadyjskim mieście Adré kilkuset rebeliantów sudańskich.
- 4 lutego:
  - uruchomiono metro w Turynie.
  - 73 osoby zostały stratowane, a ponad 320 rannych w wyniku wybuchu paniki na stadionie w aglomeracji Manili.
  - w Damaszku tłum protestujący przeciwko publikacjom karykatur Mahometa w zachodniej prasie spalił ambasady Danii, Chile, Szwecji i Norwegii.
- 5 lutego – Óscar Rafael de Jesús Arias Sánchez wygrał wybory prezydenckie w Kostaryce.
- 6 lutego – Stephen Harper został premierem Kanady.
- 9 lutego – Synod Generalny Biskupów Kościoła anglikańskiego poparł wniosek arcybiskupa Canterbury, Rowana Williamsa, o umożliwienie przyjęcia sakry biskupiej kobietom.
- 11 lutego – wiceprezydent USA Dick Cheney postrzelił na polowaniu teksańskiego biznesmena Harry’ego Whittingtona.
- 16 lutego:
  - otwarto zbudowany na sztucznej wyspie Port lotniczy Kōbe w Japonii.
  - zlikwidowano ostatni amerykański Mobilny Wojskowy Szpital Chirurgiczny (MASH).
- 17 lutego – lawina błotna na wyspie Leyte na Filipinach – zginęło około 1800 osób.
- 18 lutego:
  - w gwiazdozbiorze Byka zarejestrowano rozbłysk gamma GRB 060218.
  - Indie i Pakistan wznowiły po 40 latach połączenie kolejowe przez pustynię Thar.
  - rekordowych 1,2 mln widzów przybyło na koncert grupy The Rolling Stones, na plaży Copacabana w Rio de Janeiro.
- 19 lutego – w wyniku eksplozji metanu w kopalni węgla kamiennego pod Nueva Rosita w Meksyku zginęło 65 górników.
- 20 lutego – została przyjęta flaga Demokratycznej Republiki Konga.
- 21 lutego – został wyniesiony na orbitę japoński teleskop promieniowania podczerwonego AKARI.
- 22 lutego – ze skarbca przedsiębiorstwa ochroniarskiego Securitas w brytyjskim Tonbridge ukradziono ponad 53 mln funtów.
- 23 lutego – katastrofa budowlana w Moskwie. Śmierć poniosło 65 osób, a 32 zostały ranne.
- 24 lutego:
  - Al-Ka’ida podjęła nieudaną próbę ataku na największą na świecie rafinerię ropy w Abqaiq w Arabii Saudyjskiej; samochody zamachowców eksplodowały po ostrzelaniu przez strażników.
  - prezydent Filipin Gloria Macapagal-Arroyo po wykryciu planów wojskowego zamachu stanu wprowadziła w kraju stan wyjątkowy.
- 1 marca – angielska wersja Wikipedii osiągnęła 1 mln haseł.
- 5 marca – odbyła się 78. ceremonia wręczenia Oscarów.
- 7 marca – co najmniej 20 osób zginęło, a 60 zostało rannych w serii zamachów bombowych w indyjskim mieście Waranasi.
- 8 marca – 3 osoby zginęły, a 19 zostało rannych w samobójczym zamachu bombowym w tureckim mieście Wan.
- 9 marca:
  - Aníbal Cavaco Silva został prezydentem Portugalii.
  - w Iraku dokonano pierwszej od obalenia Saddama Husajna egzekucji 13 rebeliantów.
- 10 marca:
  - NASA: sonda Mars Reconnaissance Orbiter weszła na orbitę Marsa.
  - co najmniej 30 osób, w tym 21 dzieci, zginęło po wybuchu miny-pułapki pod autobusem w Dera Bugti w pakistańskiej prowincji Beludżystan.
- 11 marca – Michelle Bachelet została pierwszą kobietą – prezydentem Chile.
- 13 marca – Miles Davis został pośmiertnie wprowadzony do Rock and Roll Hall of Fame.
- 14 marca – w Czadzie grupa wojskowych rebeliantów usiłowała dokonać zamachu stanu.
- 17 marca – 22 osoby zginęły w zasadzce sunnickich rebeliantów na konwój wojskowy w ostanie Sistan i Beludżystan na południowym wschodzie Iranu.
- 19 marca – Alaksandr Łukaszenka wygrał ponownie wybory prezydenckie na Białorusi.
- 20 marca – w północno-wschodnie wybrzeże Australii (Queensland) uderzył cyklon Larry. Najbardziej ucierpiało miasteczko Innifaill leżące niedaleko miasta Cairns (22 osoby zostały ranne).
- 21 marca – prezydent Turkmenistanu Saparmurat Nijazow oświadczył, że kto trzykrotnie przeczyta jego dzieło Ruhnamę, ten trafi do nieba.
- 22 marca – baskijska ETA ogłosiła trwałe zawieszenie broni.
- 26 marca:
  - na Ukrainie odbyły się wybory parlamentarne.
  - w Szkocji wprowadzono zakaz palenia w restauracjach i barach.
- 27 marca – odbyło się ostatnie posiedzenie Komisji Praw Człowieka ONZ.
- 28 marca – odbyły się wybory parlamentarne w Izraelu.
- 29 marca:
  - Isma’il Hanijja został premierem Autonomii Palestyńskiej.
  - ścigany pod zarzutem popełnienia zbrodni wojennych i przeciw ludzkości były prezydent Liberii Charles Taylor został aresztowany podczas próby przedostania się z Nigerii do Kamerunu.
  - całkowite zaćmienie Słońca widoczne w północnej Afryce, w Turcji i w Kazachstanie.
- 30 marca:
  - został wystrzelony statek kosmiczny Sojuz TMA-8 z pierwszym brazylijskim kosmonautą Marcosem Pontesem.
  - Portia Simpson-Miller została pierwszą kobietą-premierem Jamajki.
- 2 kwietnia – ugrupowanie Tajowie Kochają Tajlandię premiera Thaksina Shinawatry wygrało przedterminowe wybory parlamentarne.
- 5 kwietnia – w Pińsku na Białorusi został założony Poleski Uniwersytet Państwowy.
- 6 kwietnia:
  - ogłoszono tekst Ewangelii Judasza.
  - Yayi Boni został prezydentem Beninu.
- 7 kwietnia – trzech zamachowców-samobójców wysadziło się w powietrze w meczecie Baratha w Bagdadzie. Zginęło co najmniej 90 osób, a ponad 170 zostało rannych.
- 9 kwietnia:
  - na Węgrzech odbyła się pierwsza tura wyborów parlamentarnych.
  - na sztucznym jeziorze Wolta w Ghanie zatonął statek pasażerski; zginęło 120 osób.
- 9 i 10 kwietnia – wybory parlamentarne we Włoszech. Zwyciężył blok Romano Prodiego.
- 11 kwietnia:
  - prezydent Mahmud Ahmadineżad ogłosił, że Iran posiada technologię produkcji wzbogaconego uranu, kluczowego elementu rektora jądrowego i broni jądrowej.
  - w podwójnym zamachu samobójczym na zgromadzenie sunnitów w pakistańskim Karaczi zginęło 57 osób.
  - został aresztowany mafiozo Bernardo Provenzano, szef sycylijskiej Cosa Nostry.
- 12 kwietnia – Belgia: podczas napadu rabunkowego dokonanego przez 2 obywateli polskich na dworcu Bruxelles Central zginął 17-letni Joe van Holsbeeck.
- 13 kwietnia – siły rządowe odparły atak rebeliantów na stolicę Czadu Ndżamenę. W walkach zginęło 350 osób.
- 14 kwietnia – Ehud Olmert został premierem Izraela.
- 17 kwietnia:
  - 11 osób zginęło, a ponad 60 zostało rannych w palestyńskim samobójczym zamachu bombowym w Tel Awiwie.
  - uruchomiono Intellipedię.
- 22 kwietnia – Wenezuela oficjalnie poinformowała o wystąpieniu ze Wspólnoty Andyjskiej.
- 23 kwietnia – na Węgrzech odbyła się II tura wyborów parlamentarnych, w których zwyciężyła Węgierska Partia Socjalistyczna.
- 24 kwietnia:
  - oddano do eksploatacji największy statek pasażerski na świecie MS „Freedom of the Seas”.
  - 23 osoby zginęły, a 62 zostały ranne w atakach terrorystycznych w kurorcie Dahab na egipskim półwyspie Synaj.
- 25 kwietnia – w dokonanym przez samobójczynię zamachu bombowym w kwaterze głównej armii Sri Lanki zginęło 9 osób, a ciężko ranny został m.in. dowódca armii generał Sarath Fonseca.
- 27 kwietnia:
  - w miejscu zburzonych bliźniaczych wież World Trade Center rozpoczęto budowę Wieży Wolności.
  - w Nasirijji w Iraku w wyniku ataku terrorystycznego zginęli trzej włoscy żołnierze.
- 29 kwietnia – prezydenci Kuby, Boliwii i Wenezueli podpisali w Hawanie porozumienie gospodarcze Boliwariańska Alternatywa dla Ameryki (ALBA).
- 1 maja – prezydent Evo Morales wydał dekret o nacjonalizacji wydobycia boliwijskiego gazu ziemnego.
- 2 maja – w więzieniu federalnym w Ohio, w trakcie egzekucji zastrzykiem trucizny mordercy Josepha Lewisa Clarka personel nie był w stanie wkłuć się do drugiej żyły wciąż przytomnego skazańca, co opóźniło egzekucję o kilkadziesiąt minut.
- 3 maja:
  - sąd w Alexandrii w amerykańskim stanie Wirginia skazał na karę dożywotniego pozbawienia wolności Zacariasa Moussaouiego, jednego z organizatorów zamachów z 11 września 2001 roku.
  - armeński Airbus A320 rozbił się podczas podchodzenia do lądowania w rosyjskim Soczi; zginęło 113 osób.
  - rejon wysp Tonga na Pacyfiku nawiedziło trzęsienie ziemi o sile 7,8°R.
- 9 maja – parlament Estonii ratyfikował Konstytucję europejską.
- 10 maja – Giorgio Napolitano został prezydentem Włoch.
- 12 maja – Sri Lanka: siły rządowe pokonały Tamilskich Tygrysów w bitwie morskiej pod Pedro Point.
- 13 maja – otwarto Muzeum Śląskie w Görlitz.
- 14 maja – René Préval został drugi raz prezydentem Haiti.
- 15 maja – Giorgio Napolitano został zaprzysiężony na urząd prezydenta Włoch.
- 17 maja:
  - została odkryta planeta pozasłoneczna XO-1 b.
  - we Włoszech powstał drugi rząd Romano Prodiego.
  - u wybrzeży Florydy został zatopiony jako sztuczna rafa lotniskowiec USS „Oriskany”.
- 18 maja – parlament Nepalu proklamował laickość kraju.
- 20 maja:
  - Nuri al-Maliki został premierem Iraku.
  - w Hanowerze zakończył się ostatni w historii kolarski Wyścig Pokoju.
  - fiński zespół Lordi z piosenką Hard Rock Hallelujah wygrał 51. Konkurs Piosenki Eurowizji w Atenach.
- 21 maja – Czarnogórcy opowiedzieli się w referendum za niepodległością.
- 22 maja – wybuchła afera dopingowa w kolarstwie szosowym.
- 23 maja:
  - pojawił się system operacyjny Microsoft Windows Vista w wersji Beta 2.
  - oddano do użytku odbudowany wieżowiec WTC7.
- 27 maja – trzęsienie ziemi o sile 6,2 stopnia w skali Richtera na indonezyjskiej wyspie Jawa spowodowało śmierć ponad 6 tys. osób.
- 28 maja – irlandzki film Wiatr buszujący w jęczmieniu brytyjskiego reżysera Kena Loacha zdobył główną nagrodę – Złotą Palmę – na Międzynarodowym Festiwalu Filmowym w Cannes.
- 31 maja – w Hadze odbyła się uroczystość wręczenia Orderu Brązowego Lwa i Orderu Wojskowego im. Króla Wilhelma polskim spadochroniarzom z 1 Samodzielnej Brygady Spadochronowej walczącym o wyzwolenie Holandii przez Królową Holenderską Beatrix.
- 3 czerwca:
  - w rezultacie referendum niepodległościowego powstała Republika Czarnogóry.
  - w Czechach zakończyły się patem dwudniowe wybory parlamentarne. W dwustuosobowej izbie niższej prawica i lewica zdobyły po 100 mandatów.
- 4 czerwca – Alan García Pérez zwyciężył w drugiej turze wyborów prezydenckich w Peru.
- 5 czerwca – po rozpadzie federacji z Czarnogórą parlament w Belgradzie proklamował niepodległość Serbii.
- 6 czerwca – po 10 latach istnienia międzynarodowa rozproszona sieć testowa IPv6 6bone zgodnie z planami zawartymi w dokumencie RFC 3701 została wyłączona.
- 7 czerwca:
  - w amerykańskim nalocie zginął Abu Musab az-Zarkawi, szef Al-Ka’idy w Iraku.
  - został opublikowany raport ze śledztwa specjalnej komisji Rady Europy pod przewodnictwem szwajcarskiego senatora i byłego prokuratora Dicka Marty’ego w sprawie tajnych więzień CIA w Europie.
- 9 czerwca – na plaży w Bajt Lahija w Strefie Gazy doszło do masakry spowodowanej izraelskim ostrzałem artyleryjskim. Zginęło 8 Palestyńczyków, a około 30 zostało rannych.
- 15 czerwca – atak terrorystyczny w Sri Lance, śmierć poniosły 64 osoby.
- 17 czerwca – w Perth (Australia Zachodnia) po raz pierwszy w historii odnotowano ujemną temperaturę powietrza (- 0,7 °C).
- 18 czerwca – w referendum w Katalonii zatwierdzono nowy statut autonomii prowincji.
- 19 czerwca – portret Adele Bloch-Bauer I austriackiego malarza Gustava Klimta został sprzedany za rekordowych 135 mln dolarów.
- 20 czerwca – w Paryżu otwarto Musée du quai Branly, muzeum sztuki kultur pozaeuropejskich.
- 22 czerwca – kardynał Tarcisio Bertone został mianowany na stanowisko sekretarza stanu Stolicy Apostolskiej.
- 23 czerwca – w należącym do Steve’a Irwina Australia Zoo w Queensland zdechła w wieku ponad 170 lat samica żółwia słoniowego o imieniu Harriet, przywieziona przez Charlesa Darwina z Wysp Galapagos.
- 24 czerwca – prezydent Filipin Gloria Macapagal-Arroyo podpisała ustawę znoszącą karę śmierci.
- 25 czerwca:
  - palestyńscy bojownicy uprowadzili kaprala armii izraelskiej Gilada Szalita.
  - w Nowosybirsku odsłonięto Pomnik Sygnalizacji Świetlnej.
- 27 czerwca – na indonezyjskiej wyspie Borneo odkryto nowy gatunek węży.
- 28 czerwca – Czarnogóra na mocy rezolucji Zgromadzenia Ogólnego ONZ została 192. członkiem ONZ.
- 29 czerwca:
  - podjęto decyzję o uwolnieniu od 1 lipca kursu rubla rosyjskiego.
  - w Kuwejcie po raz pierwszy 28 kobiet znalazło się na listach kandydatów w wyborach parlamentarnych. Żadna nie uzyskała mandatu.
- 1 lipca:
  - Finlandia objęła prezydencję w Radzie Unii Europejskiej.
  - uruchomiono kolej tybetańską.
- 3 lipca:
  - katastrofa w metrze w Walencji, śmierć 30 osób.
  - asteroida 2004 XP14 podczas swego przelotu zbliżyła się do Ziemi na odległość 432 308 km.
- 4–17 lipca – misja STS-121 promu kosmicznego Discovery na Międzynarodową Stację Kosmiczną. Drugi start od katastrofy Columbii w roku 2003.
- 5 lipca – Korea Północna przeprowadziła serię prób rakietowych, w tym nieudaną próbę rakiety dalekiego zasięgu Taepodong-2.
- 6 lipca – po ponad 40 latach ponownie otwarto przełęcz górską Nathu La w Himalajach, ważne przejście graniczne między Indiami a Chińską Republiką Ludową.
- 7 lipca – światowa premiera popularnego australijskiego serialu H2O – wystarczy kropla.
- 8–9 lipca – trzecia zagraniczna pielgrzymka Benedykta XVI (Hiszpania).
- 9 lipca:
  - katastrofa lotnicza rosyjskiego samolotu Airbus A310. Śmierć poniosło 122 osoby.
  - finał piłkarskich Mistrzostw Świata w Niemczech. Po remisie 1:1, w dogrywce, w rzutach karnych Włosi wygrali 5:3.
- 10 lipca – 45 osób zginęło w katastrofie samolotu Fokker F27 w pakistańskim mieście Multan.
- 11 lipca:
  - Microsoft zakończył wsparcie techniczne dla systemów Windows 98 i Windows Me.
  - papież Benedykt XVI powołał na stanowisko rzecznika Stolicy Apostolskiej 64-letniego jezuitę ks. Federico Lombardiego.
  - zamach terrorystyczny w pociągu w Bombaju w Indiach: zginęło ponad 200 osób, ok. 800 zostaje rannych.
- 12 lipca:
  - II wojna libańska: początek izraelskiej ofensywy przeciwko bojownikom Hezbollahu na terenie Libanu. W wyniku bombardowań terenów Libanu do końca lipca zginęło ok. 500 cywilów.
  - Komitet UNESCO ds. Dziedzictwa Światowego przyjął propozycję polskiego rządu o zmianie nazwy Obozu Koncentracyjnego w Auschwitz; jego nowa oficjalna nazwa to: „Były Nazistowski Niemiecki Obóz Koncentracyjny i Zagłady Auschwitz-Birkenau”
- 15–17 lipca – szczyt G8 w Petersburgu z udziałem m.in. Władimira Putina i George’a W. Busha.
- 17 lipca – w trzęsieniu ziemi na Jawie zginęło 659 osób.
- 18 lipca – włoska policja uwolniła 113 Polaków żyjących w niewolniczych warunkach w przymusowym obozie pracy w prowincji Apulia na południu kraju.
- 19 lipca – niezapowiedziana wizyta papieża Benedykta XVI w klasztorze na Przełęczy Świętego Bernarda w Szwajcarii.
- 22 lipca – upały w wielu regionach Francji spowodowały śmierć 20 osób, głównie starszych.
- 28 lipca – Alan García Pérez został prezydentem Peru.
- 30 lipca:
  - II wojna libańska: w wyniku trafienia izraelskiej rakiety w cywilny budynek w miejscowości Kana w Libanie zginęło 60 osób, w tym 37 dzieci.
  - pierwsze wolne wybory prezydenckie i parlamentarne w DR Kongo.
- 31 lipca – Fidel Castro przekazał tymczasowo władzę nad Kubą swojemu bratu, Raúlowi.
- 1 sierpnia – sąd arbitrażowy w Moskwie ogłosił upadłość Jukosu.
- 2 sierpnia – w największym mieście Południowej Afryki – Johannesburgu – po raz pierwszy od 25 lat spadł śnieg; w prowincji Eastern Cape i w Górach Smoczych spadło ponad 20 cm śniegu.
- 3 sierpnia – prezydent Ukrainy Wiktor Juszczenko desygnował na premiera Wiktora Janukowycza, swojego rywala politycznego podczas pomarańczowej rewolucji w roku 2004.
- 4 sierpnia – w stoczni w Turku został zwodowany największy (wraz z bliźniaczym MS Freedom of the Seas) statek pasażerski na świecie – MS Liberty of the Seas.
- 7 sierpnia – na rynek trafił komputer Mac Pro, produkowany przez Apple Computer i wyposażony w procesor przedsiębiorstwa Intel. Tym samym Apple ostatecznie zakończył stosowanie układów PowerPC w swoich produktach.
- 10 sierpnia – w Wielkiej Brytanii udaremniono spisek terrorystyczny mający na celu przeprowadzenie serii ataków terrorystycznych polegających na strąceniu z kursu kilku samolotów. Scotland Yard zatrzymał w tej sprawie 21 osób.
- 11 sierpnia – wojna domowa na Sri Lance: rozpoczęła się bitwa pod Dżafną.
- 13 sierpnia – w mołdawskim Tyraspolu 2 osoby zginęły, a 10 zostało rannych po wybuchu 2 granatów w trolejbusie.
- 14 sierpnia – zakończyła się II wojna izraelsko-libańska.
- 15 sierpnia – sonda Voyager 1 oddaliła się od Słońca na odległość 100 j.a., czyli ponad 149 mld km.
- 18 sierpnia – wystartowała MTV Nowa Zelandia.
- 21 sierpnia:
  - Rosja spłaciła ostatnią część poradzieckiego długu wobec Klubu Paryskiego, wynoszącą 23,7 mld dolarów.
  - w przeprowadzonym przez rosyjskich nacjonalistów zamachu bombowym na moskiewskim Bazarze Czerkizowskim zginęło 14 osób, głównie azjatyckich handlarzy.
  - w zderzeniu pociągów w Qualyoub pod Kairem zginęło 58 osób, a 150 zostało rannych.
- 22 sierpnia:
  - katastrofa rosyjskiego samolotu Tu-154 ze 160 pasażerami i 11-osobową załogą koło Doniecka na wschodzie Ukrainy. Wszyscy zginęli.
  - włoski premier Romano Prodi poinformował sekretarza generalnego ONZ, Kofiego Annana, iż Włochy gotowe są do objęcia dowództwa nad Międzynarodowymi Siłami Pokojowymi (UNIFIL) w Libanie.
- 23 sierpnia – Natascha Kampusch po 8 latach uciekła z niewoli u Wolfganga Přiklopila.
- 24 sierpnia – astronomowie w trakcie zgromadzenia Międzynarodowej Unii Astronomicznej, odbywającego się w Pradze, ustalili ostatecznie definicję planety, przeklasyfikowując Plutona (jak również od niedawna wówczas odkrytą „dziesiątą planetę” Eris o porównywalnych z Plutonem rozmiarach) na planetę karłowatą.
- 25 sierpnia – spłonął petersburski Sobór św. Trójcy, wpisany na listę światowego dziedzictwa UNESCO.
- 27 sierpnia – w wypadku lotu Comair 5191 w Lexington (Kentucky, USA) zginęło 49 osób.
- 29 sierpnia – rosyjski Gazprom oraz niemieckie E-ON-Ruhrgas i BASF podpisały w Moskwie porozumienie końcowe dotyczące budowy Gazociągu Północnego.
- 31 sierpnia – odzyskano skradzione w sierpniu 2004 z Muzeum Muncha w Oslo obrazy Edvarda Muncha Krzyk i Madonna.
- 1 września – Tu-154 rozbił się podczas lądowania na lotnisku w irańskim Meszhedzie. Zginęło 80 spośród 147 osób na pokładzie.
- 4 września:
  - Mirek Topolánek został premierem Czech.
  - ok. 11:00 czasu lokalnego, w wypadku na Wielkiej Rafie Koralowej w okolicach Port Douglas w stanie Queensland (Australia), zginął Steve Irwin, australijski przyrodnik. Przyczyną śmierci było ukłucie w okolice serca kolcem jadowym płaszczki w trakcie realizowania zdjęć pod wodą do filmu dokumentalnego.
- 6 września – w japońskiej rodzinie cesarskiej urodził się pierwszy od ponad 40 lat chłopiec – książę Hisahito.
- 8 września:
  - co najmniej 31 osób zginęło, a 125 zostało rannych w wybuchu trzech bomb w Malegaon w indyjskim Maharashtra.
  - zamachowiec-samobójca staranował w pobliżu ambasady USA w Kabulu konwój wojskowy, powodując śmierć 14 Afgańczyków i 2 żołnierzy amerykańskich.
  - zlikwidowano bazę NATO w islandzkim Keflavíku.
- 9–14 września – czwarta podróż apostolska Benedykta XVI (Bawaria).
- 10–13 września – prezydent Polski Lech Kaczyński wraz z małżonką przebywał z oficjalną wizytą w Izraelu i Autonomii Palestyńskiej.
- 11 września:
  - obchody 5. rocznicy zamachów na World Trade Center i Pentagon.
  - Jerzy Tupou V zaprzysiężony jako piąty król Tonga.
- 12 września – zacytowane przez papieża słowa cesarza bizantyńskiego Manuela II Paleologa dotyczące dżihadu spotkały się z gwałtownymi reakcjami w świecie islamskim, m.in. obrzucono kościoły koktajlami Mołotowa.
- 13 września – 19 osób zostało rannych podczas strzelaniny w Dawson College w Montrealu, a dwie zostały zabite (w tym napastnik zastrzelony przez policję).
- 13–15 września – pierwsza robocza wizyta premiera polskiego Jarosława Kaczyńskiego w Stanach Zjednoczonych.
- 17–19 września – wizyta prezydenta Lecha Kaczyńskiego w Stanach Zjednoczonych i wystąpienie na forum Zgromadzenia Ogólnego ONZ w Nowym Jorku.
- 17 września – węgierskie radio publiczne zaprezentowało na antenie nagrania, w których urzędujący premier Ferenc Gyurcsány przyznaje się do kłamstw, mających na celu utrzymanie władzy. Ujawnienie nagrań wywołało kilkutygodniowe zamieszki w Budapeszcie.
- 17–21 września – fala demonstracji antyrządowych w Budapeszcie.
- 18 września:
  - Amerykanka irańskiego pochodzenia Anousheh Ansari została pierwszą kobietą-turystą kosmicznym.
  - przed budynkiem tymczasowego parlamentu Somalii w Baydhabo doszło do samobójczego zamachu bombowego, wymierzonego w prezydenta Abdullahiego Yusufa. Zginęło 11 osób, w tym brat prezydenta.
- 20 września:
  - Ali Abd Allah Salih wygrał ponownie wybory prezydenckie w Jemenie.
  - w wyniku przewrotu wojskowego w Tajlandii odsunięto od władzy premiera Thaksin Shinawatra, a władzę w kraju przejęła Rada ds. Reformy Administracyjnej.
  - doszło do katastrofy górnicza w Szachtinsku.
- 22 września:
  - w niemieckim Lathen 23 osoby zginęły a 10 zostało rannych, gdy pociąg magnetyczny Transrapid zderzył się z samochodem ekipy sprzątającej tory.
  - obrączkowe Zaćmienie Słońca widoczne w Ameryce Południowej, zachodniej Afryce i Antarktyce.
- 26 września – Shinzō Abe został premierem Japonii.
- 28 września:
  - otwarto Port lotniczy Bangkok-Suvarnabhumi.
  - sprowadzone z duńskiego Roskilde prochy Marii Fiodorownej, żony cesarza Rosji Aleksandra III, zostały złożone obok prochów jej męża w krypcie cesarskiej petersburskiego soboru św. Piotra i Pawła.
- 29 września – w amazońskiej dżungli rozbił się brazylijski samolot pasażerski Boeing 737-800 ze 154 osobami na pokładzie. Nikt nie przeżył.
- 1 października – wybory parlamentarne w Austrii wygrała Socjaldemokratyczna Partia Austrii.
- 2 października – w miejscowości Nickel Mines w Pensylwanii (USA) miała miejsce masakra w szkole amiszów – pięć dziewczynek zostało zastrzelonych przez szaleńca.
- 7 października:
  - w Moskwie została zastrzelona niezależna dziennikarka Anna Politkowska.
  - stolica Palau została przeniesiona do nowo wybudowanej miejscowości Ngerulmud.
- 9 października:
  - Toomas Hendrik Ilves został prezydentem Estonii.
  - Korea Północna dokonała udanej podziemnej próby nuklearnej, stając się oficjalnie mocarstwem atomowym.
- 10 października – serwis internetowy YouTube został kupiony przez Google za 1,65 mld dolarów.
- 11 października – w katastrofie kolejowej we francuskiej miejscowości Zoufftgen zginęło 6 osób, 20 zostało rannych.
- 13 października – Ban Ki-moon został wybrany na stanowisko sekretarza generalnego ONZ.
- 14 października:
  - rząd w Chartumie zawarł ugodę z przywódcami Frontu Wschodniego, co zakończyło jedną z trzech rebelii w Sudanie.
  - w odpowiedzi na przeprowadzone testy z bronią jądrową, ONZ nałożyła sankcje na Koreę Północną.
- 16 października – w największym w historii Sri Lanki, przeprowadzonym przez Tamilskich Tygrysów, samobójczym zamachu bombowym na konwój marynarki wojennej koło miasta Habarana zginęły co najmniej 103 osoby, a ponad 150 zostało rannych.
- 17 października – populacja Stanów Zjednoczonych osiągnęła 300 milionów.
- 19 października – w stolicy Uzbekistanu Taszkencie, podczas awaryjnego lądowania rozbił się samolot An-2 z wojskowymi spadochroniarzami. Zginęło 15 osób.
- 22 października – w ogólnokrajowym referendum mieszkańcy Panamy opowiedzieli się za poszerzeniem Kanału Panamskiego.
- 23 października – 50. rocznica wybuchu powstania węgierskiego 1956; oficjalne uroczystości połączone z zamieszkami protestujących przeciw polityce rządu Ferenca Gyurcsánya.
- 25 października – Sąd Najwyższy amerykańskiego stanu New Jersey uznał, opierając się na zasadzie równości, że nie można odmawiać osobom żyjącym w związkach homoseksualnych prawa do przywilejów, jakie posiadają małżeństwa.
- 29 października:
  - Luiz Inácio Lula da Silva po raz drugi wygrał wybory prezydenckie w Brazylii.
  - Georgi Pyrwanow wygrał po raz drugi wybory prezydenckie w Bułgarii.
  - Nigeria: rozbił się Boeing 737 nigeryjskich ADC Airlines. Zginęło 97 osób (w tym jedna na ziemi), a 10 zostało rannych.
  - Serbowie zaaprobowali w referendum nową konstytucję.
- 1 listopada:
  - na Bałtyku, w czasie huraganu Britta, zatonął szwedzki statek MS Finnbirch. Zginęło 2 z 14 marynarzy.
  - zaobserwowano pierwsze objawy chorobowe u Aleksandra Litwinienki, otrutego przez podanie herbaty z izotopem polonu 210.
- 5 listopada:
  - iracki trybunał w Bagdadzie skazał Saddama Husajna oraz 2 innych działaczy reżimu na karę śmierci przez powieszenie za zbrodnie przeciwko ludzkości, których się dopuścili w związku z masakrą 148 szyitów w Ad-Dudżajl.
  - Daniel Ortega został po raz drugi prezydentem Nikaragui.
- 7 listopada – wybory do Kongresu Stanów Zjednoczonych.
- 8 listopada:
  - przejście Merkurego na tle tarczy Słońca.
  - w Dargai, w północnym Pakistanie, w zamachu bombowym przeprowadzonym przez ekstremistów islamskich zginęło 42 żołnierzy, a 20 zostało rannych.
- 10 listopada – śmierć polskiego i słowackiego żołnierza w Iraku.
- 11 listopada – premiera Sony PlayStation 3 w Japonii.
- 12 listopada:
  - Osetia Południowa w referendum opowiedziała się za niepodległością od Gruzji.
  - Gerald Ford został najdłużej żyjącym byłym prezydentem USA.
- 14 listopada:
  - światowa premiera filmu Casino Royale, 21. produkcji z cyklu o Jamesie Bondzie, pierwszej, w której w rolę agenta 007 wcielił się nowy odtwórca, Daniel Craig.
  - Południowa Afryka zalegalizowała małżeństwa osób tej samej płci.
- 15 listopada – Joseph Kabila wygrał pierwsze od 22 lat wybory prezydenckie w Demokratycznej Republice Kongo.
- 17 listopada:
  - premiera Sony PlayStation 3 w USA.
  - w niemieckim Gubinie otwarto Plastinarium, ośrodek zajmujący się preparowaniem i wystawianiem ludzkich zwłok.
- 18 listopada:
  - premiera linii procesorów Intel Core 2.
  - we Włoszech pobrali się Tom Cruise i Katie Holmes.
- 19 listopada – premiera konsoli gier wideo Wii.
- 20 listopada – premiera płyty U2 – U218 Singles.
- 21 listopada:
  - minister przemysłu Libanu Bijar Amin al-Dżumajjil zginął w zamachu na przedmieściach Bejrutu.
  - we Francji międzynarodowe konsorcjum podpisało porozumienie o budowie eksperymentalnego reaktora termojądrowego ITER.
  - w Nepalu podpisano porozumienie kończące dziesięcioletnią wojnę domową.
- 22 listopada – w Holandii odbyły się przedterminowe wybory parlamentarne.
- 23 listopada:
  - Bagdad: 215 osób zginęło, a 257 zostało rannych w serii zamachów bombowych w dzielnicy Sadra.
  - w londyńskim szpitalu zmarł wskutek zatrucia polonem 210 były podpułkownik KGB i FSB Aleksandr Litwinienko.
- 24 listopada – Rosja rozmieściła na granicy białorusko-polskiej 4 dywizjony systemów przeciwlotniczych S-300.
- 26 listopada – Rafael Correa zwyciężył w II turze wyborów prezydenckich w Ekwadorze.
- 28 listopada – rozpoczął się szczyt NATO w Rydze, pierwszy na terenie byłego Związku Radzieckiego.
- 28 listopada–1 grudnia – podróż apostolska Benedykta XVI do Turcji.
- 30 listopada – około 300 osób zginęło po zejściu lawiny błotnej ze zbocza wulkanu Mayon na filipińskiej wyspie Luzon.
- 1 grudnia:
  - Felipe Calderón został prezydentem Meksyku.
  - Aresztowany został czeski seryjny morderca Petr Zelenka.
- 4 grudnia – w Bagdadzie 19-letni amerykański żołnierz Ross McGinnis zginął rzucając się na odpalony granat i ratując w ten sposób życie 4 innym żołnierzom.
- 5 grudnia:
  - na Fidżi doszło do wojskowego zamachu stanu.
  - w berlińskim ogrodzie zoologicznym urodził się niedźwiedź polarny Knut.
- 6 grudnia – NASA ujawniła fotografie wykonane przez Mars Global Surveyor sugerujące obecność ciekłej wody na Marsie.
- 7 grudnia – wypadek autobusu w Bjałej w północno-zachodniej Bułgarii; zginęło co najmniej 19 osób.
- 8 grudnia:
  - w Azerbejdżanie utworzono Park Narodowy Shahdagh.
  - z powodu wojskowego zamachu stanu zawieszono członkostwo Fidżi we Wspólnocie Narodów.
- 9 grudnia:
  - Christer Fuglesang został pierwszym Szwedem w kosmosie jako członek załogi wahadłowca Discovery.
  - w pożarze szpitalnego oddziału dla uzależnionych w Moskwie zginęło 45 pacjentek, a ponad 200 zostało rannych.
- 10 grudnia – w wieku 91 lat zmarł Augusto Pinochet, polityk chilijski (ur. 1915).
- 13 grudnia:
  - fikcyjne ogłoszenie secesji Flandrii w Belgii.
  - delfin chiński został uznany za gatunek prawdopodobnie wymarły. Od tego czasu nie zaobserwowano ani jednego osobnika.
- 14 grudnia – Ban Ki-moon został zaprzysiężony na sekretarza generalnego ONZ.
- 15 grudnia – dokonano oblotu amerykańskiego myśliwca wielozadaniowego F-35 Lightning II.
- 16 grudnia – w Gibraltarze wylądował pierwszy samolot pasażerski hiszpańskich linii Iberia.
- 20 grudnia – wojna w Somalii: rozpoczęła się bitwa pod Baidoa.
- 23 grudnia – Rada Bezpieczeństwa ONZ rezolucją numer 1737 jednomyślnie nałożyła sankcje na Iran z powodu programu atomowego kraju.
- 24 grudnia – interwencja zbrojna etiopskich wojsk w Somalii, początek walk z Unią Trybunałów Islamskich.
- 26 grudnia:
  - ponad 260 osób spłonęło w wyniku eksplozji rurociągu naftowego w Nigerii, ok. 300 osób zostało rannych.
  - trzęsienie ziemi na Tajwanie o sile 7,1 stopni w skali Richtera.
- 27 grudnia – z kosmodromu w Bajkonurze wystrzelono europejskiego satelitę COROT, przeznaczonego do wyszukiwania planet pozasłonecznych.
- 28 grudnia – wojna w Somalii: wojska etiopskie wspierane przez siły tymczasowych władz somalijskich zajęły Mogadiszu.
- 29 grudnia – populacja Nigerii osiągnęła 140 mln.
- 30 grudnia:
  - były prezydent Iraku Saddam Husajn został stracony przez powieszenie o godzinie 6:05 rano lokalnego czasu.
  - zatonął indonezyjski prom pasażerski; zaginęło ponad 400 osób.
  - ETA dokonała zamachu na lotnisku w Madrycie, w którym zginęły dwie osoby, a ponad 20 zostało rannych.
  - został pochowany James Brown.
- 31 grudnia:
  - Saddam Husajn został pochowany w swojej rodzinnej miejscowości Al-Audża.
  - 3 osoby zginęły, a 40 zostało rannych w serii zamachów bombowych w stolicy Tajlandii Bangkoku.

## Wydarzenia sportowe
- 1 stycznia – FIFA: zgodnie ze swym wnioskiem Australia przeniesiona została z Konfederacji Piłkarskiej Oceanii (OFC) do Azjatyckiej Konfederacji Piłkarskiej (AFC).
- 6 stycznia – Turniej Czterech Skoczni wygrali ex aequo Janne Ahonen i Jakub Janda uzyskując 1081,5 pkt.
- 22 stycznia – Kobe Bryant ustanowił drugi w historii NBA wynik pod względem liczby punktów zdobytych w jednym meczu – 81 punktów przeciwko Toronto Raptors.
- 26 styczniä–5 lutego – finały ME w piłce ręcznej w Szwajcarii. Mecze Polaków: z Ukrainą 33:24, ze Szwajcarią 31:31, ze Słowenią 29:33, z Hiszpanią 25:34, z Niemcami 24:32.
- 5 lutego
  - finał Mistrzostw Europy w piłce ręcznej: Francja – Hiszpania 31:23, o trzecie miejsce Dania – Chorwacja 32:27.
  - w 40. finale Super Bowl ligi futbolu amerykańskiego NFL rozegranym w Detroit Pittsburgh Steelers pokonali Seattle Seahawks 21:10.
- 10 lutego – Puchar Narodów Afryki zdobyła drużyna Egiptu pokonując po bezbramkowo zakończonym meczu w rzutach karnych 4:2 Wybrzeże Kości Słoniowej.
- 10–26 lutego – Zimowe Igrzyska Olimpijskie 2006 w Turynie.
- 24 lutego – Justyna Kowalczyk zdobyła brązowy medal w biegach narciarskich na zimowych igrzyskach w Turynie.
- 25 lutego – Tomasz Sikora zdobył srebrny medal w biatlonie na zimowych igrzyskach w Turynie.
- 26 lutego – w finale olimpijskiego turnieju hokejowego Szwecja pokonała Finlandię 3:2, w meczu o brąz Czechy pokonały Rosję 3:0.
- 1 marca – mecz towarzyski w Kaiserslautern Polska – USA 0:1.
- 12 marca – Adam Małysz wygrał zawody Pucharu Świata w skokach narciarskich podczas konkursu na skoczni Holmenkollbakken w Oslo.
- 19 marca – Jakub Janda zdobył Puchar Świata w skokach narciarskich. Adam Małysz zajął dziewiąte miejsce w klasyfikacji generalnej.
- 24 marca – hokejowa drużyna Cracovii zdobyła tytuł Mistrza Polski. W finałowej rywalizacji pokonała dotychczasowego mistrza GKS Tychy 4:1.
- 26 marca – Ole Einar Bjørndalen po raz czwarty zdobył Puchar Świata w biathlonie. Tomasz Sikora zajął czwarte miejsce w klasyfikacji generalnej.
- 28 marca – mecz towarzyski Arabia Saudyjska – Polska 1:2.
- 23 kwietnia – Skra Bełchatów została po raz drugi z rzędu Mistrzem Polski w Polskiej Lidze Siatkówki pokonując w finale Jastrzębski Węgiel.
- 30 kwietnia – w meczu finałowym koszykarskiej Euroligi sezonu 2005/2006 rozegranym w Pradze CSKA Moskwa pokonał obrońcę tytułu izraelskie Maccabi Tel Awiw 73:69.
- 2 maja – mecz towarzyski Polska – Litwa 0:1.
- 3 maja – Wisła Płock zdobyła piłkarski Puchar Polski sezonu 2005/2006 pokonując w finałowym dwumeczu 3:2 i 3:1 Zagłębie Lubin.
- 9 maja – połączenie pierwszoligowych klubów piłkarskich Amiki Wronki i WKP Lech Poznań, w wyniku którego powstał KKS Lech Poznań.
- 10 maja
  - Puchar UEFA zdobyła FC Sevilla pokonując 4:0 FC Middlesbrough w meczu finałowym rozegranym w Eindhoven.
  - Legia Warszawa zapewniła sobie mistrzostwo Polski w piłce nożnej w sezonie 2005/2006.
- 14 maja – mecz towarzyski Polska – Wyspy Owcze 4:0.
- 15 maja – selekcjoner Paweł Janas ogłosił skład reprezentacji Polski na Mistrzostwa Świata w Piłce Nożnej w Niemczech.
- 17 maja – w finałowym meczu piłkarskiej Ligi Mistrzów zwyciężyła wynikiem 2:1(0:1)FC Barcelona. Piłkarze Arsenal FC od 17 minuty grali w dziesiątkę po czerwonej kartce dla bramkarza Jensa Lehmanna.
- 21 maja – w Rydze w meczu finałowym o tytuł mistrzów świata w hokeju na lodzie Szwecja (mistrz olimpijski z Turynu) pokonała Czechy (obrońcę tytułu) 4:0. Brąz wywalczyła Finlandia pokonując Kanadę 5:0.
- 22 maja – wybuchła afera dopingowa w kolarstwie szosowym.
- 27 maja – sprinter Dariusz Kuć, wygrał bieg na 100 m, ustanawiając rekord Polski juniorów wynikiem 10,17 s (3. najlepszy wynik Polaka na polskich stadionach, Biała Podlaska).
- 28 maja – Włoch Ivan Basso wygrał 89. edycję wyścigu kolarskiego Giro d’Italia.
- 30 maja – reprezentacja Polski w piłce nożnej przegrała 1:2 (0:1) z Kolumbią w meczu towarzyskim.
- 3 czerwca
  - reprezentacja Polski w piłce nożnej wygrała z Chorwacja 1:0 w meczu towarzyskim w Wolfsburgu. Bramkę strzelił Euzebiusz Smolarek.
  - w Nowym Jorku, Etiopka Meseret Defar ustanowiła rekord świata w biegu na 5000 m wynikiem 14:24,53 s.
- 9 czerwca – rozpoczęcie Mundialu wygranym przez Niemcy 4:2 meczem z Kostaryką; Reprezentacja Polski w piłce nożnej rozegrała drugi mecz MŚ, przegrywając go z Ekwadorem 0:2
- 14 czerwca – mecz MŚ Polska – Niemcy 0:1.
- 20 czerwca – mecz MŚ Polska – Kostaryka 2:1. Obie bramki strzelił Bartosz Bosacki.
- 1 i 8 lipca – dwumecz 2. rundy Pucharu Intertoto FC Tiraspol – Lech Poznań 1:0, 3:1. Lech Poznań odpadł z rozgrywek.
- 3 lipca – w Atenach, Wioletta Janowska ustanowiła rekord Polski w biegu na 3000 m z przeszkodami wynikiem 9:17,15 s.
- 8 lipca – mecz MŚ o trzecie miejsce Niemcy – Portugalia 3:1.
- 9 lipca
  - zakończenie Mistrzostw Świata w piłce nożnej. W finale w Berlinie reprezentacja Włoch po remisowym meczu 1:1 (1:1) wygrała po rzutach karnych z Francją 5:3.
  - Zinédine Zidane zakończył karierę piłkarską.
- 11 lipca – wybór przez prezesa PZPN Michała Listkiewicza nowego trenera reprezentacji Polski Leo Beenhakkera.
- 13 i 27 lipca – dwumecz 1. rundy eliminacyjnej Pucharu UEFA Zagłębie Lubin – Dynamo Mińsk 1:1, 0:0. Zagłębie odpadło z rozgrywek.
- 14 lipca – wyrokiem trybunału sportowego we Włoszech w związku z korupcją w Serie A Juventus F.C. zdegradowany do drugiej ligi i pozbawiony tytułów mistrzowskich za sezony 2004/2005 i 2005/2006.
- 15 lipca–20 sierpnia – rozgrywki grupowe Ligi Światowej siatkówki: USA – Polska 1:3, 1:3; Serbia i Czarnogóra – Polska 3:1, 3:2; Polska – Serbia i Czarnogóra 1:3, 3:1, Japonia – Polska 2:3, 0:3, Polska – USA 3:2, 3:0, Polska – Japonia 3:1, 3:2. Polacy zajęli drugie miejsce w grupie i nie awansowali do finałowego turnieju w Rosji.
- 18–29 lipca – Mistrzostwa Europy U-19 w Piłce Nożnej na boiskach Wielkopolski. Finał Hiszpania – Szkocja 2:1. Trzecie miejsca dla drużyn Czech i Austrii. Polska po porażkach z Austrią 0:1, Czechami 0:2 i zwycięstwie nad Belgią 4:1 nie wyszła z grupy do fazy pucharowej.
- 26 lipca i 2 sierpnia – dwumecz 2. rundy eliminacji Ligi Mistrzów Hafnarfjarðar – Legia Warszawa 0:1, 0:2.
- 31 lipca–6 sierpnia – Mistrzostwa Europy w Pływaniu – Budapeszt 2006: bilans medalowy Polaków: 5-2-1. Złote medale: Paweł Korzeniowski, Sławomir Kuczko, Bartosz Kizierowski, 2 medale Otylia Jędrzejczak
- 6 sierpnia – Robert Kubica zadebiutował w Grand Prix Formuły 1 na torze Hungaroring na Węgrzech zajmując 7. miejsce, po czym został zdyskwalifikowany za zbyt lekki pojazd.
- 6–13 sierpnia – Mistrzostwa Europy w Lekkoatletyce – Göteborg 2006. Bilans medalowy startu Polaków: 0-3-4.
- 9 i 23 sierpnia – dwumecz 3. rundy eliminacji Ligi Mistrzów Szachtar Donieck – Legia Warszawa 1:0, 3:2. Legia odpadła z Ligi Mistrzów i zagra w 2. rundzie Pucharu UEFA
- 10 i 24 sierpnia
  - dwumecz 2. rundy eliminacyjnej Pucharu UEFA Czornomoreć Odessa – Wisła Płock 0:0, 1:1. Wisła odpadła z rozgrywek.
  - dwumecz 2. rundy eliminacyjnej Pucharu UEFA SV Mattersburg – Wisła Kraków 1:1, 0:1. Wisła awansowała do 1. rundy Pucharu UEFA
- 16 sierpnia – Odense, mecz towarzyski Dania – Polska 2:0
- 16 sierpnia–10 września – Grand Prix siatkarek 2006. Mecze Polek: z Dominikaną 1:3, z USA 1:3, z Włochami 0:3, z Koreą 2:3, z Rosją 2:3, z Japonią 0:3, z Kubą 2:3, z Chinami 0:3, z Azerbejdżanem 3:2. Bilans meczów: 1 zwycięstwo – 8 porażek.
- 17–20 sierpnia – Mistrzostwa świata w kajakarstwie w Segedynie na Węgrzech. Złoty medal zdobył Marek Twardowski w olimpijskiej konkurencji K-1 na 500 m. Bilans medalowy startu Polaków: 1-3-2. Klasyfikację medalową wygrali Węgrzy (12-2-4)
- 19 sierpnia–3 września – mistrzostwa świata w koszykówce mężczyzn w Japonii, finał Hiszpania – Grecja 70:47, o trzecie miejsce USA – Argentyna 96:81
- 23–27 sierpnia – finał Ligi Światowej w Rosji: Brazylia – Francja 3:2, o III miejsce Rosja – Bułgaria 3:0
- 27 sierpnia – mistrzostwa świata w wioślarstwie w Eton w Anglii. Złoty medal polskiej czwórki podwójnej. Bilans medalowy startu Polaków: 1-0-1. Klasyfikację medalową wygrali Brytyjczycy (4-1-3), Polska na 9. miejscu
- 2 września – mecz el. ME w Bydgoszczy Polska – Finlandia 1:3
- 6 września – mecz el. ME w Warszawie Polska – Serbia 1:1
- 10 września
  - Finał Grand Prix siatkarek 2006 we Włoszech: Brazylia – Rosja 3:1, o 3. miejsce Włochy – Kuba 3:2
  - Robert Kubica jako pierwszy Polak w Formule 1, staje na podium podczas zawodów we Włoszech na torze Monza
- 14 i 28 września
  - dwumecz 1. rundy pucharu UEFA Wisła Kraków – Iraklis Saloniki 0:1, 1:0 i w dogrywce 1:0, awans Wisły do fazy grupowej.
  - dwumecz 1. rundy pucharu UEFA Legia Warszawa – Austria Wiedeń 1:1, 0:1, Legia odpadła z rozgrywek pucharowych.
- 18 września – Mistrzostwa Europy w gimnastyce artystycznej w Moskwie.
- 19 września – czeski oszczepnik Jan Železný zakończył karierę sportową.
- 23 września – Jason Crump został indywidualnym mistrzem świata na żużlu, a ostatnią eliminację Grand Prix w Bydgoszczy wygrał Nicki Pedersen
- 7 października – mecz el. ME Kazachstan – Polska 0:1
- 11 października – mecz el. ME w Chorzowie Polska – Portugalia 2:1
- 19 października – mecz fazy grupowej pucharu UEFA Wisła Kraków – Blackburn Rovers 1:2
- 22 października – Fernando Alonso mistrzem świata Formuły 1 sezonu 2006; Robert Kubica 16. w klasyfikacji generalnej. Koniec kariery Michaela Schumachera
- 27 października – drużyna St. Louis Cardinals zdobyła tytuł mistrzowski baseballowej ligi MLB pokonując w piątym meczu finałowym Detroit Tigers 4:2
- 31 października – 16 listopada – Mistrzostwa Świata w siatkówce kobiet w Japonii; mecze Polek: I faza grupowa – z Kenią 3:1, z Koreą Południową 3:2, z Kostaryką 3:1, z Chińskim Tajpej 1:3, z Japonią 1:3; II faza grupowa – z Włochami 0:3, z Serbią i Czarnogórą 0:3, z Turcją 0:3, z Kubą 0:3; Polki zajęły miejsce poza czołową dwunastką.
- 2 listopada – mecz fazy grupowej pucharu UEFA AS Nancy – Wisła Kraków 2:1
- 12 listopada – w turnieju finałowym cyklu WTA Tour w tenisie ziemnym kobiet rozgrywanego w Madrycie zwyciężyła Justine Henin-Hardenne, pokonując Amélie Mauresmo 6:4 6:3
- 12–19 listopada – turniej finałowy ATP Masters w Szanghaju wygrał Roger Federer pokonując Jamesa Blake’a 6:0 6:3 6:4. Federer zajął także pierwsze miejsce w klasyfikacji ATP Champion Race.
- 15 listopada – mecz el. ME Belgia – Polska 0:1.
- 17 listopada – 3 grudnia – Mistrzostwa Świata w siatkówce mężczyzn w Japonii; mecze Polaków: I faza grupowa – z Chinami 3:0, z Argentyną 3:0, z Egiptem 3:0, z Portoryko 3:0, z Japonią 3:0; II faza grupowa – z Tunezją 3:0, z Kanadą 3:0, z Rosją 3:2, z Serbią i Czarnogórą 3:0; półfinał – z Bułgarią 3:1; mecz o trzecie miejsce: Bułgaria – Serbia i Czarnogóra 3:1; finał: Brazylia – Polska 3:0.
- 21 listopada – australijski pływak Ian Thorpe ogłosił zakończenie kariery sportowej.
- 30 listopada – mecz fazy grupowej pucharu UEFA Wisła Kraków – FC Basel 3:1.
- 1 grudnia – Magdalena Gwizdoń zajęła pierwsze miejsce w biatlonowym sprincie w szwedzkim Östersund i tym samym jako pierwsza Polka w historii odniosła zwycięstwo w zawodach Pucharu Świata.
- 3 grudnia – polscy siatkarze zdobyli srebrny medal na mistrzostwach świata w Japonii, po przegranej w finale z Brazylią 0:3.
- 6 grudnia – mecz towarzyski w Abu Zabi: Zjednoczone Emiraty Arabskie – Polska 2:5
- 7–17 grudnia – mistrzostwa Europy w piłce w ręcznej kobiet w Szwecji. Mecze Polek: z Niemkami 20:30, z Norweżkami 21:32, ze Słowenkami 34:30, z Macedonkami 35:33, z Węgierkami 21:37, z Austriaczkami 33:24. Polki zajęły 8. na ME. Finał Rosja – Norwegia, o III miejsce Niemcy – Francja.
- 9 grudnia – w rozegranym na stadionie chorzowskiego Ruchu meczu towarzyskim reprezentacja Śląska w piłce nożnej zremisowała 1:1 z reprezentacją Polski.
- 13 grudnia – mecz fazy grupowej pucharu UEFA Feyenoord Rotterdam – Wisła Kraków 3:1. Wisła odpadła z rozgrywek pucharu UEFA.
- 17 grudnia – finał klubowych mistrzostw świata w piłce nożnej w Japonii: Internacional Porto Alegre – FC Barcelona 1:0.

## Dane statystyczne
- Globalna temperatura: 14,42 °C (szósty lub siódmy najcieplejszy rok w historii pomiarów)[3]
- Stopa bezrobocia w Polsce (koniec czerwca): 15,9%
- Stopa bezrobocia w Polsce (koniec grudnia): 14,8%[4]
- Stopa inflacji w Polsce: 1,0%[5]

## Urodzili się
- Data nieznana - Nela mała reporterka[6]
- 2 stycznia  – Nathalie Armbruster, niemiecka kombinatorka norweska
- 16 stycznia – Marcin Maciejczak, polski piosenkarz
- 28 stycznia – Kacper Sztuka, polski kierowca wyścigowy
- 31 stycznia – Sára Bejlek, czeska tenisistka
- 3 lutego – Patryk Paryzek, polski piłkarz
- 13 lutego - Kaitlin Quevedo, hiszpańska tenisistka
- 16 lutego – Marharyta Hejko, ukraińska siatkarka
- 29 marca  – Christina Feicht, niemiecka skoczkini narciarska
- 4 kwietnia – Zuzanna Rejniak, polska szachistka
- 16 kwietnia  – Maya Joint, australijska tenisistka
- 22 kwietnia  – Katarina Pirnovar, słoweńska skoczkini narciarska
- 26 kwietnia – Kamiła Walijewa, rosyjska łyżwiarka figurowa
- 27 kwietnia – 27.Fuckdemons, polski raper, piosenkarz i autor tekstów
- 29 kwietnia – Xochitl Gomez, amerykańska aktorka
- 6 maja – Haruka Inoue, japońska piosenkarka
- 15 maja – Haerin, południowokoreańska modelka, wokalistka, członkini girlsbandu NewJeans
- 22 maja – Darja Usaczowa, rosyjska łyżwiarka figurowa
- 25 maja – Majia Chromych, rosyjska łyżwiarka figurowa
- 29 maja – Taja Bodlaj, słoweńska skoczkini narciarska
- 15 czerwca – Mawadda Hamdun, egipska zapaśniczka
- 4 lipca – Lorran, brazylijski piłkarz
- 15 lipca – Alicja Maławy, polska koszykarka
- 19 lipca – Clervie Ngounoue, amerykańska tenisistka pochodzenia kameruńskiego
- 30 lipca – Anežka Indráčková, czeska skoczkini narciarska
- 2 sierpnia – Héctor Fort, hiszpański piłkarz
- 18 sierpnia – Summer McIntosh, kanadyjska pływaczka
- 25 sierpnia:
  - Kateřina Mrázková, czeska łyżwiarka figurowa
  - Andrea Kimi Antonelli, włoski kierowca wyścigowy
- 26 sierpnia – Victoria Mboko, kanadyjska tenisistka
- 29 sierpnia – Amelia Pawlikowska, polska koszykarka
- 6 września – książę Hisahito, książę japoński, syn księcia Akishino i wnuk cesarza Akihito
- 13 września – Paula Biskup, polska piosenkarka, autorka tekstów piosenek i kompozytorka
- 17 września – Ella Jay Basco, amerykańska aktorka pochodzenia koreańsko-filipińskiego
- 27 września – Sharifa Davronova, uzbecka lekkoatletka, trójskoczkini
- 3 października
  - Josie Johnson, amerykańska skoczkini narciarska
  - Sara Saito, japońska tenisistka
- 12 listopada – Pola Bełtowska, polska skoczkini narciarska, kombinatorka norweska
- 24 listopada – Nina Pinzarrone, belgijska łyżwiarka figurowa pochodzenia włoskiego
- 5 grudnia – Silia Kapsis, australijska piosenkarka, autorka tekstów, tancerka, aktorka pochodzenia grecko-cypryjskiego

## Zdarzenia astronomiczne

### Styczeń
Długość dnia wzrasta od niecałych ośmiu do ponad dziewięciu godzin. Pod koniec miesiąca Słońce wznosi się w południe na wysokość ponad 20 stopni.
- 3 stycznia – maksimum aktywności roju meteorów Kwadrantydów. Meteory wybiegają z gwiazdozbioru Wolarza
- 4 stycznia – Ziemia najbliżej Słońca: 147,104 mln km, o ponad 5 mln km mniej niż w lipcu.
- 5 stycznia – opozycja planetoidy Westy

### Luty
Pod koniec miesiąca Merkury wieczorem widoczny nad zachodnim horyzontem w gwiazdozbiorze Ryb. Wenus (–4,6m) świeci w gwiazdozbiorze Strzelca jako Gwiazda Poranna. Mars (0,5m) w pierwszej połowie nocy świeci w konstelacji Barana. W drugiej połowie nocy odnajdziemy Jowisza (–2,2m) w Wadze. Saturn (0m) przez całą noc świeci w gwiazdozbiorze Raka.

### Marzec
Długość dnia rośnie od niecałych dziewięciu do niemal trzynastu godzin, a maksymalny kąt padania promieni słonecznych od 30,2° do 42 stopni.
- 14 marca – półcieniowe zaćmienie Księżyca widoczne w Polsce. Początek o 22:21, maksimum 15 marca o 00;48, a koniec o 3:31.
- 20 marca – początek wiosny; Słońce minie punkt Barana o 19:25.
- 26 marca – zmiana czasu, z godziny 2:00 na godzinę 3:00.
- 29 marca – całkowite zaćmienie Słońca (Saros 139); w Polsce częściowe, od 0,428 (Szczecin – 12:51) do ponad 0,6 (w okolicach Sanoka o 12:58). Początek zaćmienia 11:54, koniec 14:00. Największe zaćmienie, trwające cztery minuty 7 sekund wystąpiło na granicy Czadu i Libii. Ponieważ pas zaćmienia całkowitego przechodził przez środek Afryki, zaćmienie było widoczne na całym kontyneńcie, z wyjątkiem południowego skrawka, oraz w całej Europie i zachodniej Azji[10].

### Kwiecień
Na początku miesiąca wschód Słońce o 6:11 – zachód o 19:09, a pod koniec miesiąca: 5:08 i zachód o 19:59. Kąt padania promieni słonecznych w południe rośnie od 42,3° do 52,6°.
- 22 kwietnia – maksimum roju Lirydów. To meteory związane z kometą Thatchera.

### Maj
Na początku miesiąca Słońce wschodzi około piąte i zachodzi po dwudziestej. W południe wznosi się na wysokość 52,9°. Pod koniec miesiąca dzień wydłuża się o półtorej godziny, a maksymalna wysokość Słońca wzrasta do 59,7 stopnia. Na początku miesiąca noc astronomiczna trwa od 22:37 do 2:32, by w okolicach 20 maja zniknąć aż do lipca.
- 1 maja – Księżyc najdalej Ziemi: 406 499 km
- 6 maja – maksimum aktywności roju meteorów Eta Akwarydów.

### Czerwiec
Pierwszego dzień trwa szesnaście godzin i 26 minut, a jego długość wciąż rośnie. 21 rozpoczyna się astronomiczne lato. Słońce o 12:38 osiąga rekordową w roku wysokość 61,2°. Od 10 do 21 promieniują czerwcowe Lirydy z maksimum 16 czerwca.

### Lipiec
1 lipca Słońce wschodzi o 4:18 i zachodzi o 21:00, dzień trwa niemal 17 godzin. Pod koniec miesiąca jego długość skraca się o ponad godzinę.
- 4 lipca – Ziemia najdalej Słońca: 152,096 mln km. W styczniu zaledwie 147,09 mln km[14].

### Sierpień
1 sierpnia Słońce wschodzi o 4:56 i zachodzi o 20:27. 31 sierpnia dzień trwa od 5:45 do 19:26. Sierpniowe niebo ozdabiają jak co roku Perseidy – jasne meteory tworzone przez fragmenty komety 109P/Swift-Tuttle. Maksimum roju w drugiej połowie nocy z 12 na 13 sierpnia.

### Wrzesień
Pod koniec miesiąca Słońce wschodzi o 6:34 i zachodzi o 18:16, noc więc trwa 12 godzin i 18 minut.
- 7 września – częściowe zaćmienie Księżyca: 19%; widoczne w Polsce. Maksymalna faza zaćmienia o godzinie 20:51, a całe zjawisko trwa od 18;42 do 23:00.
- 22 września – obrączkowe zaćmienie Słońca (Saros 144). Szeroki pas zaćmienia biegnie od północno-wschodniego skraju Ameryki Południowej na południe przez Atlantyk w kierunku Przylądka Dobrej Nadziei. W Kourou, miejscu startów rakiet ESA w Gujanie Francuskiej rozpoczęło się kilka minut po wschodzie Słońca. W Kajennie stolicy Gujany Francuskiej zaćmienie trwało pięć minut 42 sekundy. Centralna linia zaćmienia zanurzyła się następnie w Atlantyku, przechodząc kilkaset kilometrów na zachód od Przylądka Dobrej Nadziei oraz wysp Świętej Heleny i Wniebowstąpienia na południowym Atlantyku[10].
- 23 września – początek astronomicznej jesieni (6:03). Od tego dnia noce są dłuższe od dni.

### Październik
1 października Słońce wschodzi o 6;36, zachodzi o 18:14. Pod koniec miesiąca dzień trwa od 6:29 do 16:09. Maksymalna wysokość Słońca nad horyzontem wynosi wówczas zaledwie 23,6 stopnia. Miłośnicy meteorów mogli obserwować Drakonidy (maksimum 8 października). Przez cały miesiąc były widoczne meteory ze związaną z kometą Halleya rój Orionidów (maksimum 21 października).
- 29 października –zmiana czasu z letniego na zimowy. (z godziny 3:00 na 2:00)

### Listopad
Noce na początku miesiąca trwają ponad 14 godzin, pod koniec już niemal szesnaście. Od 14 do 21 listopada widoczne są meteory z roju Leonidów. Maksimum przypada na 17 listopada.
- 8 listopada – przejście Merkurego przed tarczą Słońca, w Polsce niewidoczne.
- 24 listopada – Księżyc najbliżej Ziemi: 356 884 km

### Grudzień
Zima rozpoczyna się 22 grudnia o godzinie 1:22. Tego dnia Słońce wschodzi 0 7:43, a zachodzi o 15:25. Między 7 a 17 dniem miesiąca niebo przecinają meteory z roju Geminidów. Maksimum aktywności pochodzącej od planetoidy (3200) Phaethon przypadło 14 grudnia.

## Nagrody Nobla
- z fizyki – George F. Smoot i John C. Mather
- z chemii – Roger D. Kornberg
- z medycyny – Andrew Z. Fire i Craig C. Mello
- z literatury – Orhan Pamuk
- nagroda pokojowa – Muhammad Yunus i Grameen Bank
- z ekonomii – Edmund Phelps

## Święta ruchome
- Tłusty czwartek: 23 lutego
- Ostatki: 28 lutego
- Popielec: 1 marca
- Niedziela Palmowa: 9 kwietnia
- Pamiątka śmierci Jezusa Chrystusa: 12 kwietnia
- Wielki Czwartek: 13 kwietnia
- Wielki Piątek: 14 kwietnia
- Wielka Sobota: 15 kwietnia
- Wielkanoc: 16 kwietnia
- Poniedziałek Wielkanocny: 17 kwietnia
- Wniebowstąpienie Pańskie: 28 maja
- Zesłanie Ducha Świętego: 4 czerwca
- Boże Ciało: 15 czerwca